# Olympische Sommerspiele 1960
| Platz                          | Land               | G  | S  | B  | Ges. |
| ------------------------------ | ------------------ | -- | -- | -- | ---- |
| 1                              | Sowjetunion        | 43 | 29 | 31 | 103  |
| 2                              | Vereinigte Staaten | 34 | 21 | 16 | 71   |
| 3                              | Italien            | 13 | 10 | 13 | 36   |
| 4                              | Deutschland        | 12 | 19 | 11 | 42   |
| 5                              | Australien         | 8  | 8  | 6  | 22   |
| 6                              | Türkei             | 7  | 2  | —  | 9    |
| 7                              | Ungarn             | 6  | 8  | 7  | 21   |
| 8                              | Japan              | 4  | 7  | 7  | 18   |
| 9                              | Polen              | 4  | 6  | 11 | 21   |
| 10                             | Tschechoslowakei   | 3  | 2  | 3  | 8    |
| …                              | …                  | …  | …  | …  | …    |
| 18                             | Österreich         | 1  | 1  | —  | 2    |
| 24                             | Schweiz            | —  | 3  | 3  | 6    |
| Vollständiger Medaillenspiegel |                    |    |    |    |      |

Die Olympischen Sommerspiele 1960 (offiziell Spiele der XVII. Olympiade genannt) fanden vom 25. August bis 11. September 1960 in Rom statt. In die Organisation flossen die Erfahrungen ein, die die italienischen Veranstalter vier Jahre zuvor bei der Durchführung der Olympischen Winterspiele in Cortina d’Ampezzo gesammelt hatten. Die Spiele standen im Zeichen des Gegensatzes von alt und neu. Außer in Athen 1896, 1906 und 2004 wurden nie antike Sportstätten mit moderner Sportarchitektur so eng verbunden wie bei diesen Spielen. Die Caracalla-Thermen und die Ruinen der Maxentiusbasilika standen den von Pier Luigi Nervi neu errichteten Bauten gegenüber, wobei das Olympiastadion als modernes Stadion mit antiken Elementen ausgestattet wurde.
Der dänische Segler Paul Elvstrøm konnte als erster Sportler der Neuzeit seine vierte Goldmedaille in einem Einzelwettbewerb bei vier aufeinander folgenden Spielen gewinnen, sofern man Ray Ewrys Erfolg bei den Zwischenspielen 1906 außer Acht lässt. Noch länger erfolgreich war der ungarische Säbelfechter Aladár Gerevich, der bei seinen sechsten Olympischen Spielen seine sechste Goldmedaille mit der Mannschaft gewinnen konnte. Mit dem äthiopischen Marathonläufer Abebe Bikila gewann erstmals ein schwarzer Afrikaner olympisches Gold.

## Wahl des Austragungsorts
Rom war bereits für die Austragung der Olympischen Spiele 1908 vorgesehen. Das Organisationskomitee war jedoch völlig untätig geblieben und löste sich im Januar 1906 sogar auf. Spätestens nach dem Ausbruch des Vesuvs am 7. April 1906 wären die Spiele in Rom ohnehin nicht mehr finanzierbar gewesen, da sämtliche verfügbaren Geldmittel in den Wiederaufbau der östlichen Vororte von Neapel flossen. Das Internationale Olympische Komitee (IOC) vergab daraufhin die Spiele von 1908 an London. Rom bewarb sich danach erfolglos um die Spiele 1924, 1936, 1940 und 1944.
Die Entscheidung für Rom fiel auf der IOC-Sitzung am 16. Juni 1955 in Paris. Insgesamt hatten sich siebzehn Städte zur Wahl gestellt, aber nur sieben davon haben auch Stimmen erhalten. Die beiden Städte, die nach Rom die nächsten Ausrichter werden sollten, fielen 1955 in der ersten Runde heraus. Der engste Mitbewerber Lausanne, der Sitz des IOC, bewarb sich 1960 zum sechsten und bisher letzten Mal für Olympische Sommerspiele. Erst im Jahr 2015 sollte Lausanne mit den Olympischen Jugend-Winterspielen 2020 mit der Austragung olympischer Wettkämpfe betraut werden.
Ergebnisse der Wahlgänge:
| Ort            | Land               | Runde 1 | Runde 2 | Runde 3 |
| -------------- | ------------------ | ------- | ------- | ------- |
| Rom            | Italien            | 15      | 26      | 35      |
| Lausanne       | Schweiz            | 14      | 21      | 24      |
| Detroit        | Vereinigte Staaten | 6       | 11      | —       |
| Budapest       | Ungarn             | 8       | 1       | —       |
| Brüssel        | Belgien            | 6       | —       | —       |
| Mexiko-Stadt   | Mexiko             | 6       | —       | —       |
| Tokio          | Japan              | 4       | —       | —       |
| Athen          | Griechenland       | 0       | —       | —       |
| Buenos Aires   | Argentinien        | 0       | —       | —       |
| Chicago        | Vereinigte Staaten | 0       | —       | —       |
| Los Angeles    | Vereinigte Staaten | 0       | —       | —       |
| Minneapolis    | Vereinigte Staaten | 0       | —       | —       |
| New York       | Vereinigte Staaten | 0       | —       | —       |
| Philadelphia   | Vereinigte Staaten | 0       | —       | —       |
| Rio de Janeiro | Brasilien          | 0       | —       | —       |
| San Francisco  | Vereinigte Staaten | 0       | —       | —       |

## Organisation
Das Nationale Olympische Komitee Italiens, das Comitato Olimpico Nazionale Italiano (CONI), wurde seit 1946 von Giulio Onesti geleitet, der treibenden Kraft hinter den Olympiabewerbungen für Cortina 1956 und Rom 1960. Nach der erfolgreichen Wahl 1955 wurde eine Kommission eingesetzt, der die beiden italienischen IOC-Mitglieder Paolo di Revel und Giorgio de Stefani sowie Mario Saini vom CONI angehörten. Diese Kommission klärte insbesondere, dass die Verantwortlichkeit für den Sportstättenbau beim Ministerium für öffentliche Arbeiten lag. Das eigentliche Veranstalterkomitee wurde im November 1958 gegründet. Präsident war der damalige Verteidigungsminister Giulio Andreotti. Das Exekutivkomitee des Veranstalters leitete Giulio Onesti, sein Stellvertreter war Bruno Zauli. Marcello Garroni war Generalsekretär und Mario Saini Technischer Direktor.
Exakte Aufzeichnungen über die Gesamtausgaben und -einnahmen liegen nicht vor. Die meisten Kosten übernahm der italienische Staat, insbesondere die Kosten im Bereich der Infrastruktur. Größte Einzelposition auf der Kostenseite war der Ausbau des Flughafens Fiumicino. Die Gesamteinnahmen werden auf 7,2 Millionen US-Dollar geschätzt, davon machten die Fernsehrechte 394.000 US-Dollar aus. Die größte Erlösposition waren die Zuschauereinnahmen mit 2,6 Milliarden Lire, das entsprach 4,2 Millionen US-Dollar. Daneben wurden Erträge aus Sonderbriefmarken und Sondermünzen erzielt. Die staatlichen Gelder des Fußball-Totos wurden zwei Jahre lang weitgehend in den Sportstättenbau geleitet.

## Fackellauf

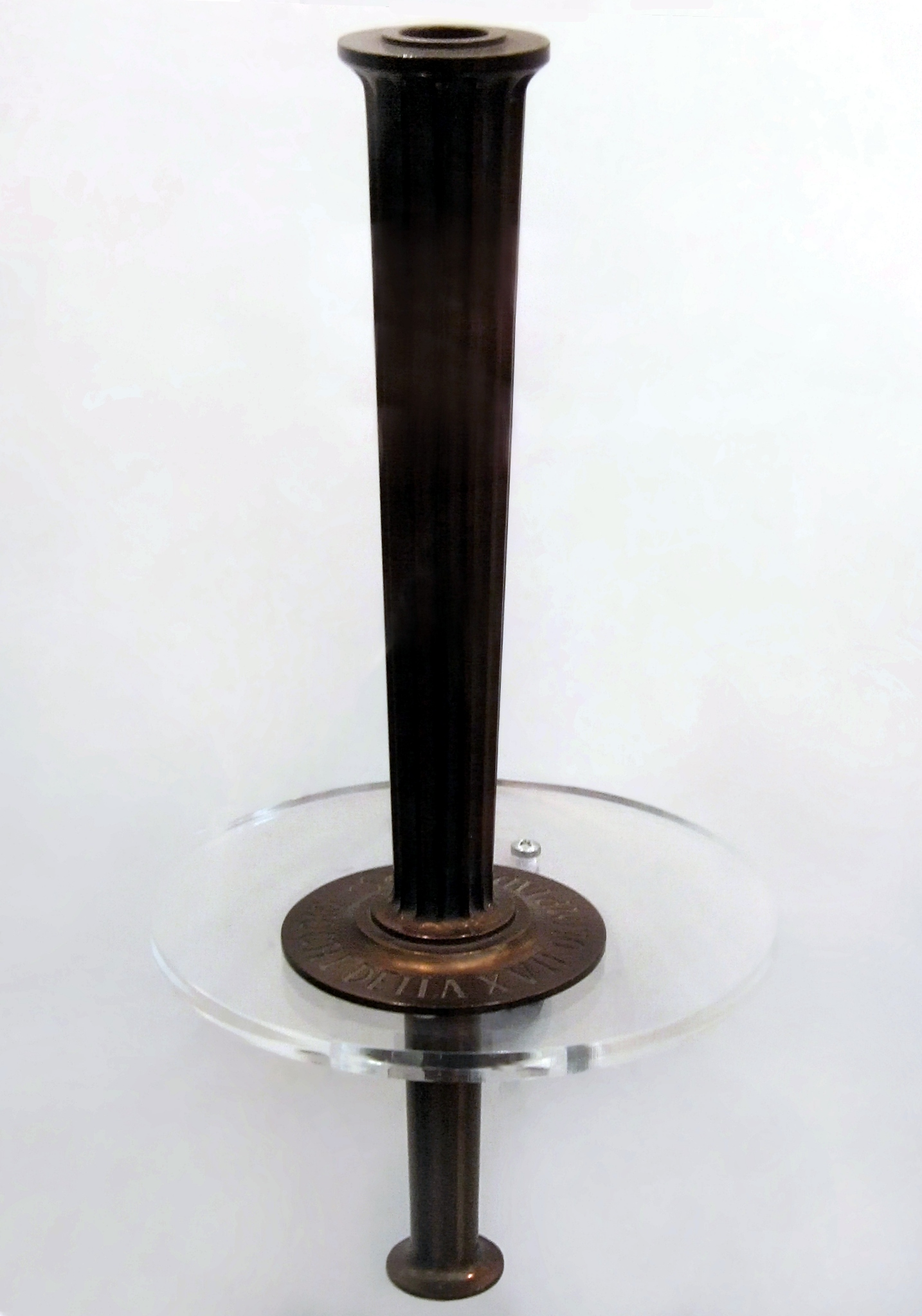
Die olympische Fackel von 1960

Die olympische Fackel wurde am 12. August um 9:30 Uhr in Olympia entzündet. Erster Fackelläufer war der griechische Zehnkämpfer Penaghoitis Epitropoulos, der bei den Spielen in Rom den 23. Platz belegen sollte. Bis zum nächsten Tag wurde die Flamme 330 Kilometer über Pyrgos, Patras, Korinth, Megara, Elefsina und Athen nach Piräus getragen. Dort wurde die Flamme am 13. August um 23:00 Uhr von einem Ruderboot auf das Segelschulschiff der italienischen Marine Amerigo Vespucci gebracht. Nach rund 900 Kilometern Seereise kam die Flamme am 18. August um 21:00 Uhr in Syrakus an. Von dort wurde sie über Catania nach Messina getragen. Die Überfahrt über die Straße von Messina erfolgte in einem Ruderboot. Dann begann in Reggio Calabria der Lauf über Cosenza, Matera, Avellino, Salerno, Neapel und Caserta nach Rom. Insgesamt wurden in Italien 1532,8 Kilometer gelaufen; am 24. August erreichte die Flamme Rom. 330 Läufer beteiligten sich in Griechenland und 1199 Läufer in Italien am Fackellauf. Am 25. August entzündete der Leichtathlet Giancarlo Peris, ein achtzehnjähriger Schüler mit griechischen Vorfahren, das Feuer im Olympiastadion.
Die Fackel war von Amedeo Maiuri nach einer in Tarquinia gefundenen etruskischen Fackel entworfen worden. Bei einer Länge von 40 Zentimetern wog die Fackel 580 Gramm.

## Wettkampfstätten

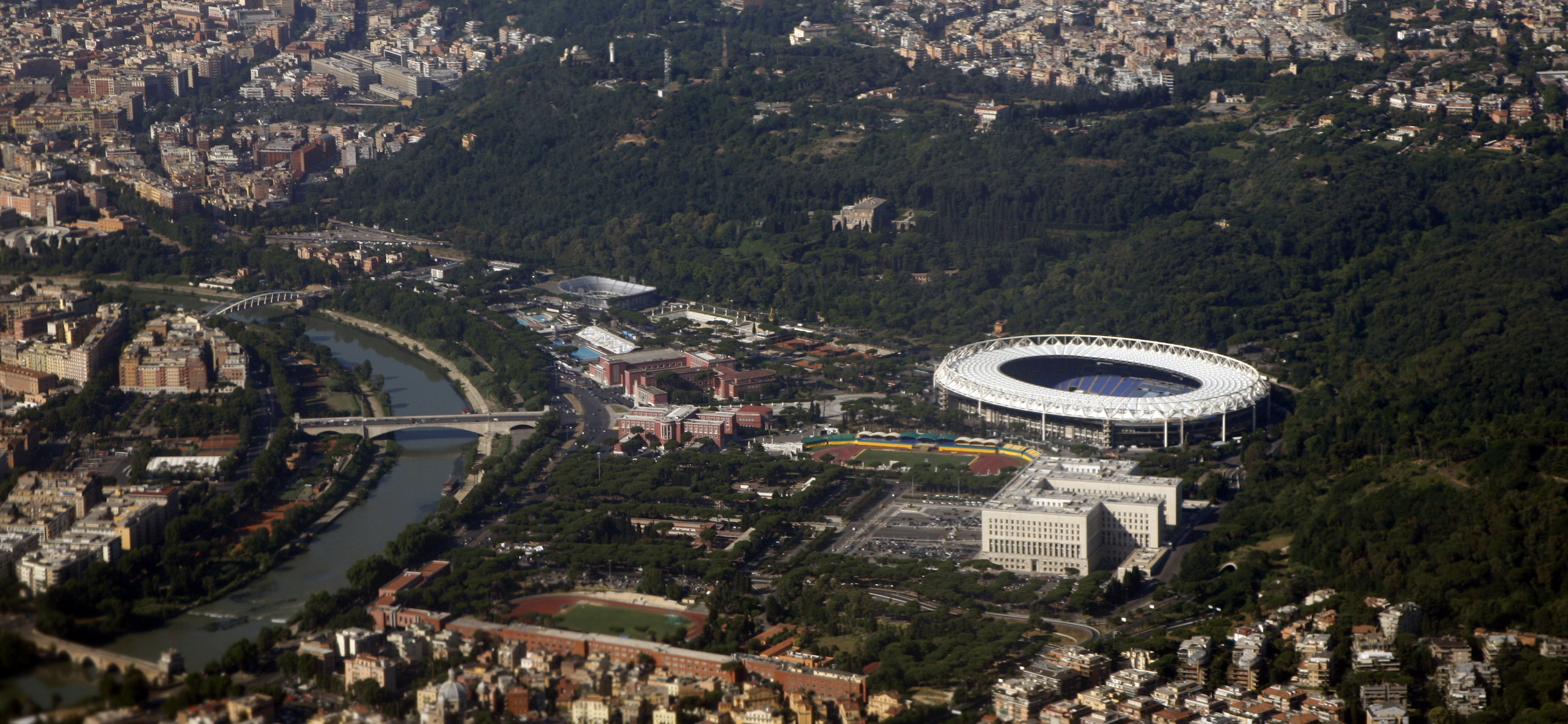
Das Foro Italico und der Tiber im Jahr 2011

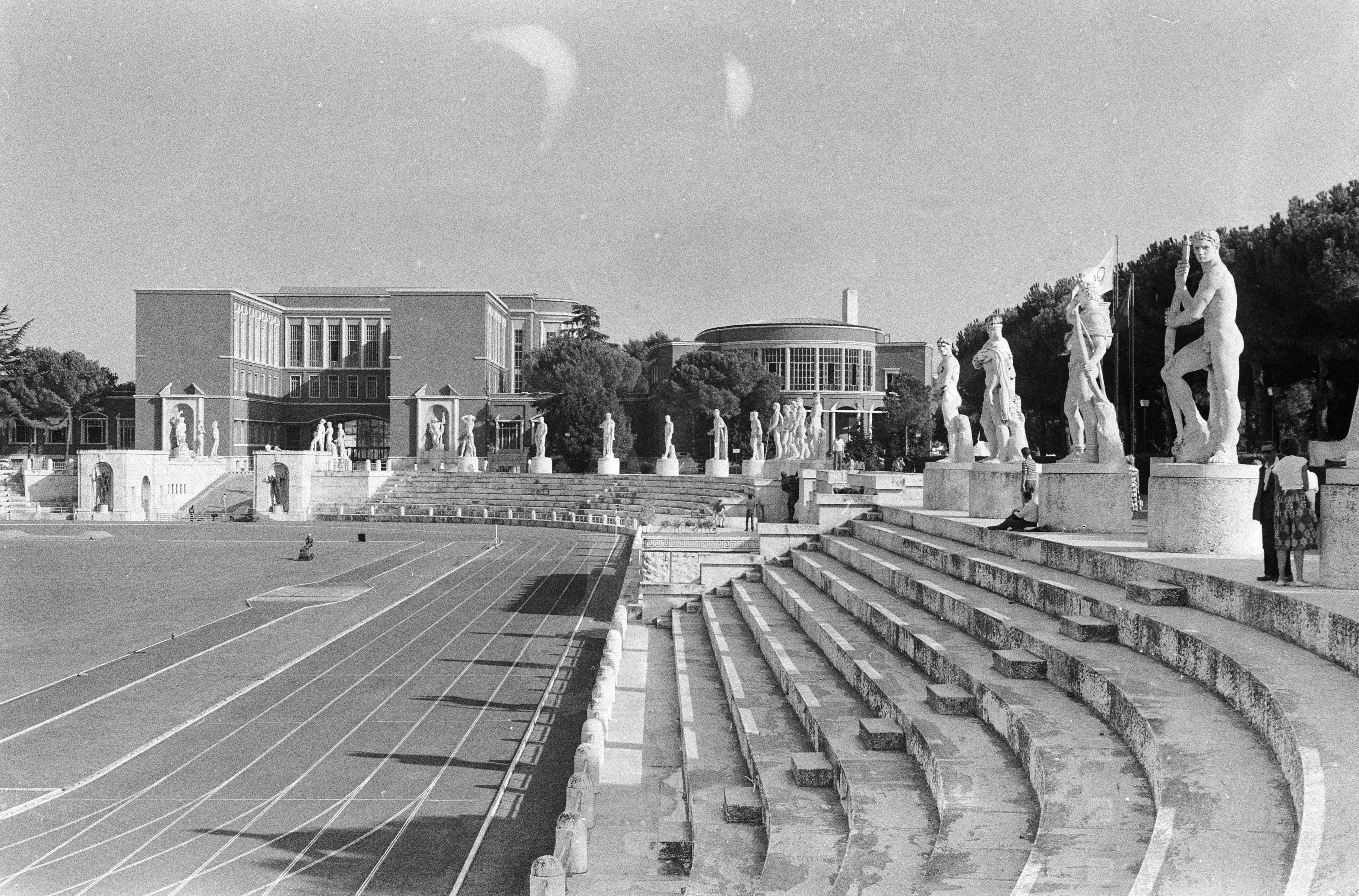
Stadio dei Marmi im Jahr 1960

Die Sportanlagen waren auf zwei Hauptstandorte verteilt. Das Foro Italico liegt im Norden der Stadt zwischen dem Monte Mario und dem Tiber. Hier befinden sich das Olympiastadion (Stadio Olimpico), das Schwimmstadion (Stadio del Nuoto) und das Marmorstadion (Stadio dei Marmi). Das Olympiastadion war Austragungsort der Eröffnungs- und Schlussfeier sowie der Leichtathletikwettbewerbe. Im Marmorstadion fand ein Teil des Hockeyturniers statt. Auf der anderen Tiberseite befindet sich der Palazzetto dello Sport, in dem die Wettbewerbe im Gewichtheben und das Basketballturnier ausgetragen wurden. Im gleichen Viertel liegt das Stadio Flaminio, wo ein Teil des Fußballturniers stattfand.
Im Süden der Stadt liegt das Stadtviertel E. U. R., das für die Weltausstellung 1942 (Esposizione Universale di Roma) konzipiert worden war. Der dortige Palazzo dello Sport war Austragungsort des Boxturniers. Im Kongresspalast (Palazzo dei Congressi) traten die Fechter an. Außerdem war hier das Radstadion (Velodromo) für die Bahnradwettbewerbe errichtet worden. Teile des Wasserballturniers wurden im Schwimmbad Piscina delle Rose ausgetragen und auf Sportplätzen in E. U. R. fanden weitere Hockeyspiele statt.
Der Architekt Pier Luigi Nervi war zusammen mit Annibale Vitellozzi verantwortlich für das Gesamtkonzept und die Gestaltung des Foro Italico mit dem Ausbau des Olympiastadions. Nervi errichtete auch den Palazzo dello Sport und den Palazetto dello Sport. Das Velodromo entstand nach Plänen des deutschen Architekten Herbert Schürmann.
Auch in anderen Stadtteilen Roms fanden olympische Wettbewerbe statt, so auf dem Forum Romanum. Dort wurden in der Maxentiusbasilika die Ringerwettbewerbe ausgetragen. Für die Wettbewerbe im Turnen richtete man die Caracalla-Thermen her und versah sie mit einem Segeltuchdach gegen die Sonneneinstrahlung. Der Marathonlauf begann am Campidoglio (Kapitol). Über die Via Cristoforo Colombo führte die Strecke in den Süden nach Citinia und von dort zur Via Appia Antica, auf der stadteinwärts die letzten Kilometer gelaufen wurden. Das Ziel war am Konstantinsbogen.
Außerhalb Roms auf dem Albaner See (Lago Albano) bei Castel Gandolfo wurde die Regattastrecke für Ruderer und Kanuten eingerichtet. Die olympischen Segelwettbewerbe fanden vor Neapel statt. Neapel war auch eine der Gastgeberstädte für das olympische Fußballturnier, außerdem wurde in Florenz, Grosseto, L’Aquila, Livorno und Pescara gespielt. Das Stadio San Paolo in Neapel war mit einem angegebenen Fassungsvermögen von 90.000 Zuschauern die größte Sportstätte, das Olympiastadion in Rom fasste 80.000.

## Unterkünfte
Das olympische Dorf (Villagio Olimpico) für die Teilnehmer der Olympischen Spiele und für die Teilnehmer der Sommer-Paralympics 1960 wurde auf dem Campo Parioli errichtet. Der Campo Parioli liegt im Stadtteil Parioli gegenüber dem Foro Italico auf der anderen Seite des Tibers. In unmittelbarer Nähe des olympischen Dorfs befinden sich der Palazzetto dello Sport und das Stadio Flaminio. Der Ausbau des Olympiadorfs kostete zusammen mit der notwendigen Infrastruktur rund 13,5 Milliarden Lire. Die Wohnanlagen dienten nach den Paralympics als Wohnungen für italienische Staatsbeamte.

## Teilnehmer

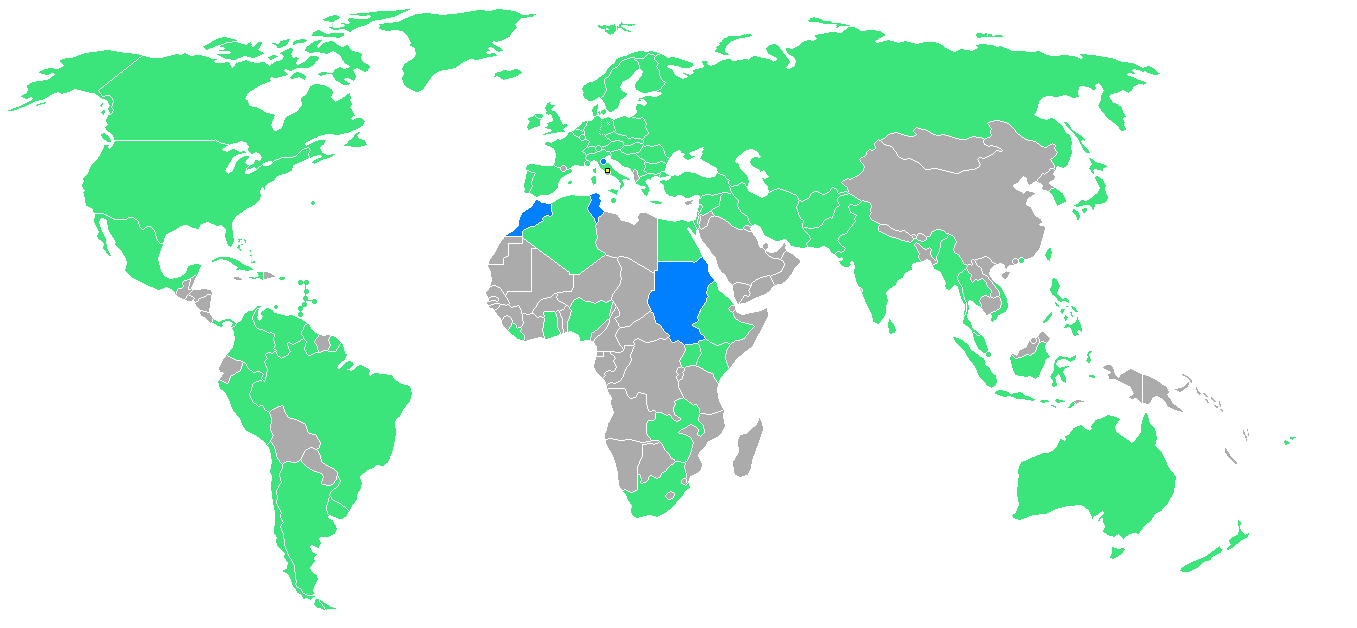
Teilnehmende Nationen 1960 in Rom. Grün markiert sind die Nationen, die schon einmal an Olympischen Spielen teilgenommen hatten, blau sind diejenigen, die 1960 zum ersten Mal teilnahmen

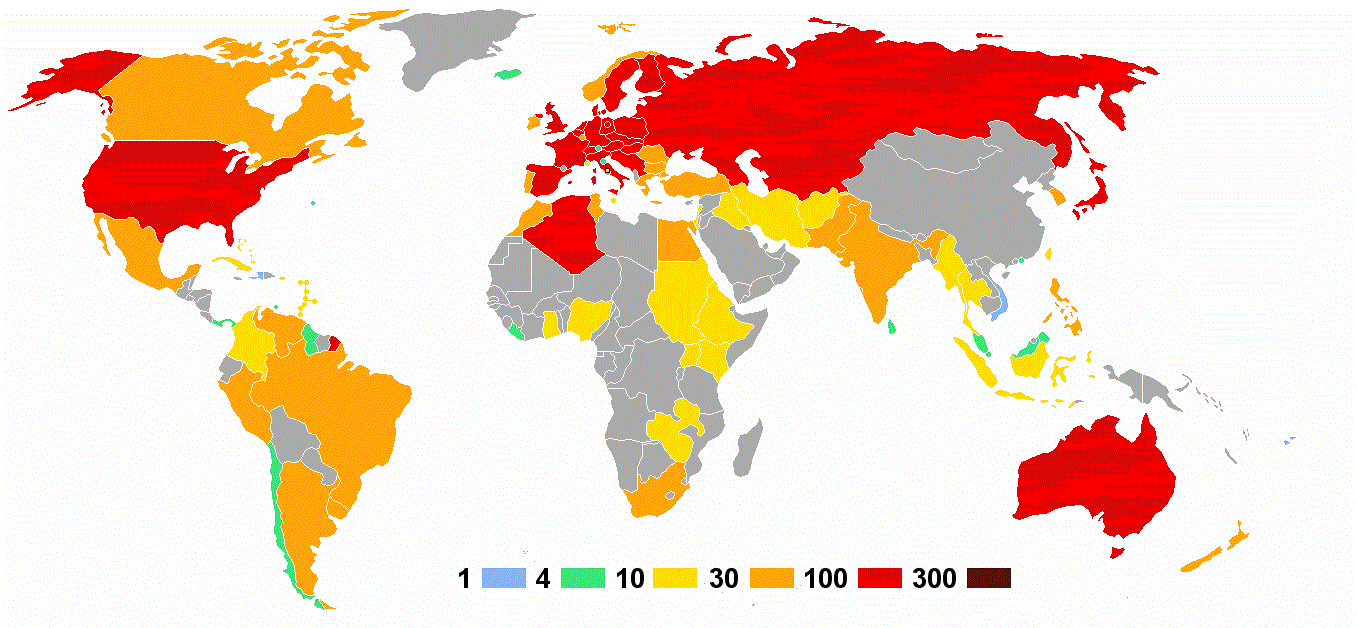
Anzahl der Athleten

Insgesamt nahmen Sportler aus 83 Ländern an den Olympischen Spielen teil. Die Mannschaft Chiles wurde vom Veranstalter finanziell besonders unterstützt, nachdem im Mai ein schweres Erdbeben in Südchile eine Million Menschen obdachlos gemacht hatte. Erstmals dabei waren Marokko, Sudan und Tunesien sowie San Marino. Ghana hatte schon vor der Unabhängigkeit 1952 als Goldküste teilgenommen.
1958 hatten sich Jamaika, Barbados sowie Trinidad und Tobago zusammengeschlossen. Sie traten gemeinsam als Westindische Föderation an. Die Mannschaft bestand aus acht Jamaikanern und sechs Athleten aus Trinidad und Tobago, Barbados entsandte erst 1968 erstmals Sportler zu den Olympischen Spielen. Manchmal wird der Sprinter James Wedderburn auch Barbados zugeordnet.
Ebenfalls 1958 hatten sich Ägypten und Syrien zur Vereinigten Arabischen Republik zusammengeschlossen und traten auch zusammen unter diesem Namen an.
| Europa (3.473 Athleten aus 31 Nationen) | Europa (3.473 Athleten aus 31 Nationen) | Europa (3.473 Athleten aus 31 Nationen) |
| --- | --- | --- |
| - Belgien (101) - Bulgarien (98) - Dänemark (100) - Gesamtdeutsche Mannschaft (292) - Finnland (117) - Frankreich (237) - Griechenland (48) - Großbritannien (252) - Irland (49) - Island (9) - Israel (23) | - Italien (280) - Jugoslawien (116) - Liechtenstein (5) - Luxemburg (52) - Malta (10) - Monaco (11) - Niederlande (109) - Norwegen (40) - Österreich (103) - Polen (185) - Portugal (65) | - Rumänien (98) - San Marino* (9) - Schweden (139) - Schweiz (149) - Sowjetunion (283) - Spanien (144) - Tschechoslowakei (116) - Türkei (49) - Ungarn (184) |
| Amerika (827 Athleten aus 19 Nationen) | | |
| - Argentinien (91) - Bahamas (13) - Bermuda (9) - Brasilien (72) - Britisch-Guayana (5) - Chile (9) - Haiti (1)                                                                                             | - Kanada (85) - Kolumbien (16) - Kuba (12) - Mexiko (69) - Niederländische Antillen (5) - Panama (6) - Peru (31)                                                                         | - Puerto Rico (27) - Uruguay (34) - Venezuela (36) - Vereinigte Staaten (293) - Westindische Föderation* (13)                                                |
| Asien (506 Athleten aus 18 Nationen) | | |
| - Afghanistan (12) - Birma (10) - Ceylon (5) - Hongkong (4) - Indien (45) - Indonesien (22) | - Irak (21) - Iran (23) - Japan (161) - Korea, Republik (35) - Libanon (19) - Malaya (9)                                                                                                 | - Pakistan (44) - Philippinen (40) - Republik China* (28) - Singapur (5) - Thailand (20) - Vietnam, Republik (3)                                             |
| Afrika (318 Athleten aus 12 Nationen) | | |
| - Äthiopien (10) - Ghana (13) - Kenia (27) - Liberia (4) | - Marokko* (47) - Nigeria (12) - Rhodesien (14) - Südafrikanische Union (55) | - Sudan* (10) - Tunesien* (42) - Uganda (10) - Vereinigte Arabische Republik* (74)                                                                           |
| Ozeanien (228 Athleten aus 3 Nationen) | | |
| - Australien (189) | - Fidschi (2) | - Neuseeland (37) |
| (Anzahl der Athleten) *erstmalige Teilnahme an Sommerspielen | | |

Vier Fälle erwiesen sich im Vorfeld als besonders problematisch.
Problemfall Deutschland

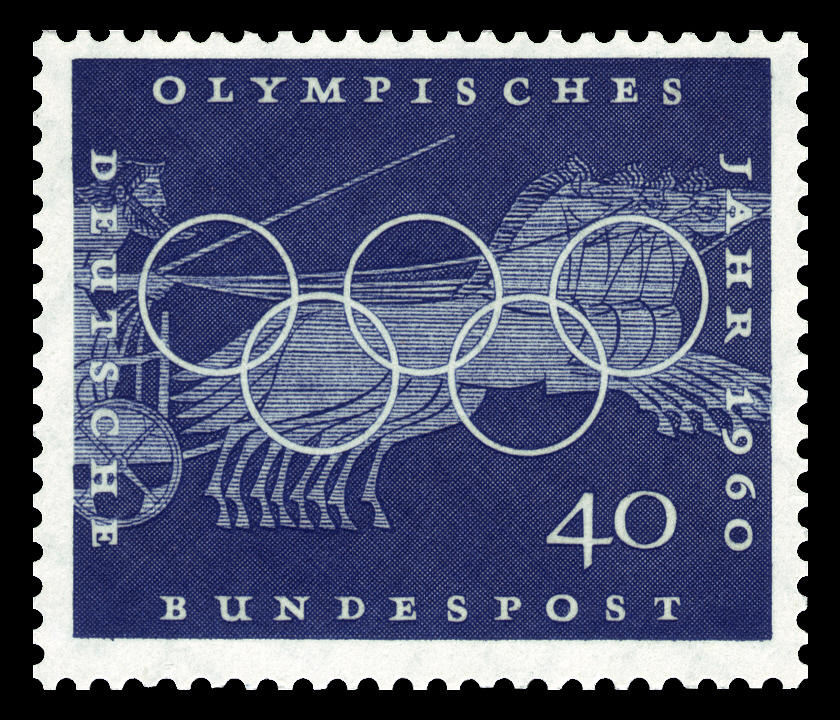
Briefmarke der Deutschen Bundespost (1960): Olympisches Jahr 1960

Wie schon 1956 traten die BRD und die DDR mit einer gemeinsamen Mannschaft an. Ein neues Problem war die Flagge, nachdem die DDR 1959 als Emblem Hammer und Zirkel in die Flagge aufgenommen hatte. Die Olympiamannschaft trat als Kompromiss mit der deutschen Fahne an und hatte als Emblem im roten Feld die olympischen Ringe in weißer Farbe. Die Regierung der BRD protestierte gegen diesen Vorschlag, aber letztlich setzte sich die Kompromissformel auf Druck des IOC durch. In den meisten Sportarten fanden Qualifikationswettbewerbe zwischen den Athleten aus der DDR und aus der BRD statt. In der gemeinsamen Mannschaft standen letztlich 173 Sportler aus der BRD und 119 aus der DDR. Gegenüber Melbourne hatte sich die Mannschaftsstärke damit mehr als verdoppelt. Während für Melbourne nur Sportler aufgestellt wurden, die eine Endkampfchance hatten, wurden nach Rom alle Athleten geschickt, die sich bei den innerdeutschen Wettkämpfen durchsetzen konnten. Gemeinsame Mannschaften in Mannschaftssportarten wurden nicht gemeldet. Ausnahmen von dieser Regel gab es in Sportarten wie Turnen, wo zum Mannschaftsergebnis Einzelleistungen addiert werden. Die Kanustaffel, bestehend aus zwei BRD-Kanuten und zwei DDR-Kanuten, gewann sogar olympisches Gold, beide Damenstaffeln im Schwimmen erreichten als gemischte Teams Medaillen. Als Delegationschef der deutschen Mannschaft fungierte Gerhard Stöck (BRD), sein Stellvertreter war Manfred Ewald (DDR).
Problemfall China
Für das IOC als besonders knifflig und langwierig erwies sich die Frage, ob die Volksrepublik China oder Taiwan oder beide oder sogar beide in einer gemeinsamen Mannschaft antreten dürfen. Nachdem die Volksrepublik China 1952 an den Spielen in Helsinki teilnehmen wollte – wegen Visumproblemen trat dann nur ein Schwimmer an –, hatte Taiwan seine Sportler zurückgezogen. 1956 in Melbourne hatte die Volksrepublik für einen Start verlangt, dass Taiwan von den Olympischen Spielen ausgeschlossen werden müsse, was das IOC abgelehnt hatte. In Melbourne waren 21 Sportler aus Taiwan am Start. Im Vorfeld der Spiele von Rom hatte sich der Konflikt etwas entschärft, nachdem die Volksrepublik China am 25. August 1958 aus dem IOC und aus allen Einzelverbänden ausgetreten war. Trotzdem gab es im Vorfeld der Spiele in Rom Streit: Sollte Taiwan unter dem Namen Republik China antreten dürfen oder nicht. IOC-Präsident Avery Brundage legte sich recht früh darauf fest, dass der Name China nur mit der Ergänzung Taiwan erwähnt werden dürfe, da die Republik China eben nicht ganz China vertrete.
Problemfall Korea
Im IOC versuchten die Vertreter Bulgariens und der Sowjetunion die Aufnahme Nordkoreas durchzusetzen, was auf den erbitterten Widerstand Südkoreas stieß. Auch der Kompromissvorschlag einer gemeinsamen Mannschaft wurde von Südkorea kategorisch abgelehnt, da wegen der geschlossenen Grenze kein innerkoreanischer Sportverkehr möglich sei. Das IOC vertagte schließlich die Frage der Aufnahme Nordkoreas, Nordkorea nahm nicht an den Spielen in Rom teil.
Problemfall Apartheid
1955 hatte der Amateurboxverband AIBA als erster die Tatsache aufgegriffen, dass in einigen Ländern sportlicher Kontakt zwischen schwarzen und weißen Sportlern verboten war. Avery Brundage hatte dies als unvereinbar mit dem olympischen Geist bezeichnet. Auf der IOC-Tagung 1959 wurde das Thema ausführlich besprochen, der Vertreter Südafrikas erklärte, dass sein Land keinen schwarzen Sportler an der Reise zu den Olympischen Spielen hindern werde. An den Olympischen Spielen in Rom nahmen 55 Sportler aus Südafrika teil, es handelte sich ausnahmslos um weiße Athleten. Vor den Olympischen Sommerspielen 1964 wurde Südafrika aus der olympischen Bewegung ausgeschlossen und kehrte erst nach dem Ende der Apartheid 1992 zurück.

## Medaillen und Auszeichnungen

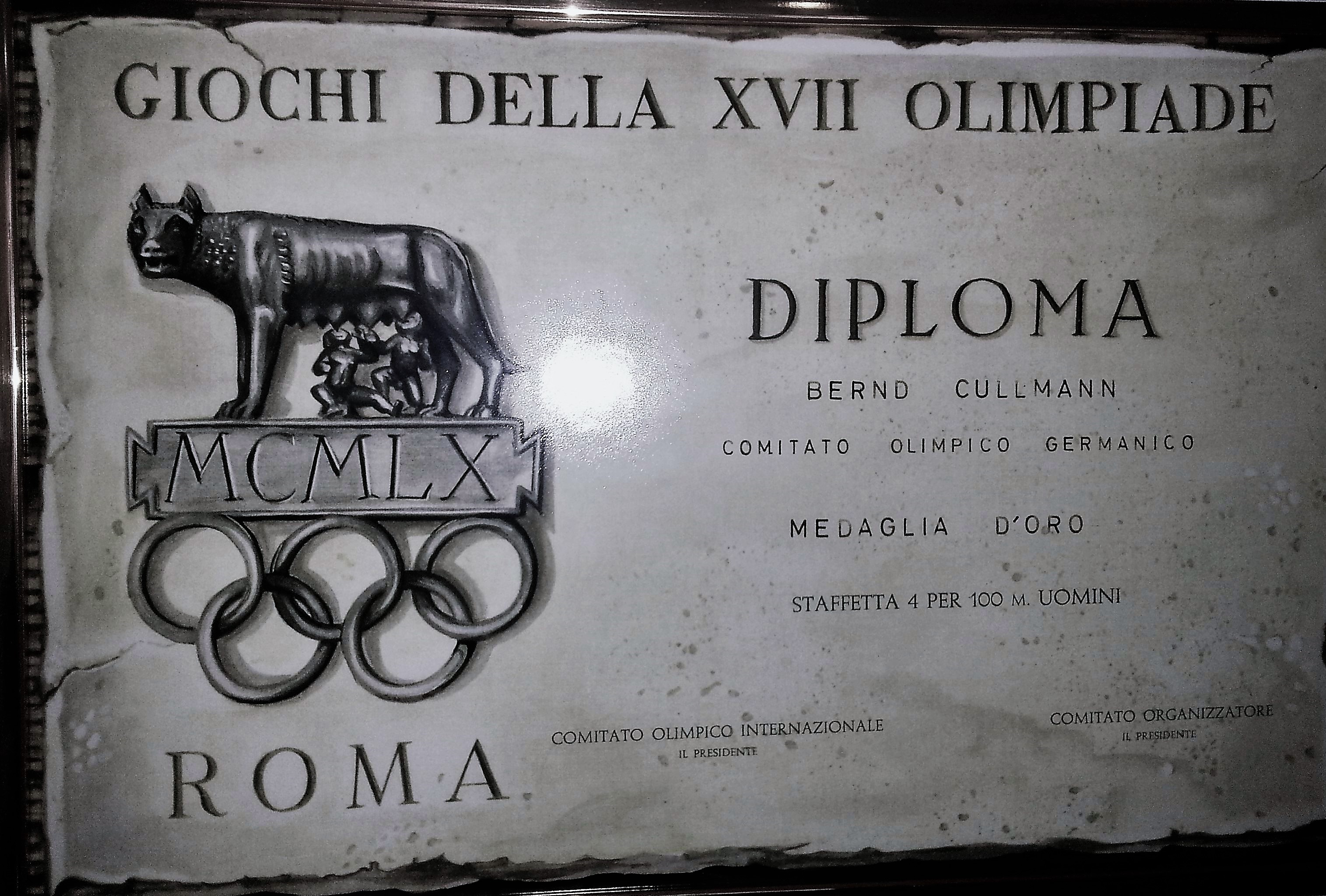
Verleihungsurkunde der Goldmedaille an Bernd Cullmann

1957 lehnte das IOC auf der 54. Session den Antrag ab, die Sieger mit einem Olivenkranz auszuzeichnen. Trotzdem gab es eine Neuerung bei den Siegerehrungen: Die Medaillen wurden nicht mehr in einer Schatulle überreicht, sondern waren an einer Bronzekette befestigt, die den Athleten um den Hals gelegt wurde. Die Kette bestand aus stilisierten Olivenblättern. Bei unechten Mannschaftswettbewerben erhielt die siegreiche Mannschaft nur eine Medaille, jedes Teammitglied erhielt aber das Olympische Diplom. Als unechte Mannschaftswettbewerbe wurden Entscheidungen wie der Mannschaftswettbewerb der Military-Reiter oder der Modernen Fünfkämpfer betrachtet, die sich aus der Addition der Einzelleistungen ergaben, ohne dass über den Einzelwettbewerb hinausgehende Leistungen zu erbringen waren.

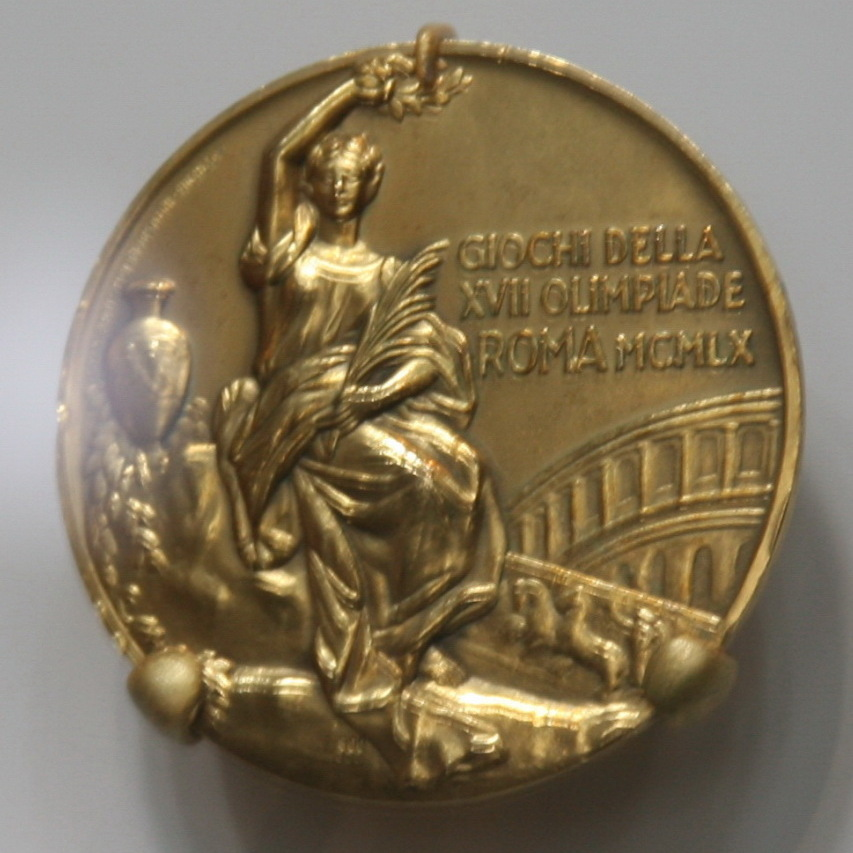
Goldmedaille der Olympischen Spiele 1960

Die Medaillen wurden von der Werkstatt Aristici Florentini in Florenz hergestellt. Sie hatten einen Durchmesser von 68 mm, waren 3,6 Millimeter dick und wogen 102 Gramm. Die Vorderseite zeigte einen siegreichen Athleten und als Inschrift die italienische Bezeichnung der Sportart, die Rückseite zeigte die Siegesgöttin und die Inschrift Giochi Olimpici Roma 1960 (Olympische Spiele Rom 1960). Das Siegerdiplom für die sechs Besten jeder Sportart zeigte das von Armando Testa entworfene Logo der Spiele, eine Wölfin, die Romulus und Remus säugt. Jedes Diplom enthielt den Namen des Sportlers, das NOK des Sportlers sowie Platzierung und Disziplin.

## Wettkampfprogramm
Nach Übereinkunft mit der römisch-katholischen Kirche stellte das Organisationskomitee den Zeitplan so auf, dass die ersten beiden Sonntage veranstaltungsfrei waren. Am zweiten Sonntag fand allerdings im Feldhockey ein Entscheidungsspiel statt, da die Niederlande und Neuseeland nach der Vorrunde punktgleich waren. Am dritten Sonntag wurden der Preis der Nationen und die Abschlussfeier ausgetragen. Es wurden 150 Wettbewerbe (113 für Männer, 29 für Frauen und 8 offene Wettbewerbe) in 17 Sportarten/23 Disziplinen ausgetragen. Das ist ein Wettbewerbe weniger, aber gleich viele Sportarten/Disziplinen wie in Melbourne 1956 bzw. Stockholm. Nachfolgend die Änderungen im Detail:
- Beim Fechten wurde Florett Mannschaft für Frauen hinzugefügt.
- Im Kanu wurde das Programm um eine K1-4 × 500-m-Staffel für Männer und um K2 500 m für Frauen erweitert – dagegen entfielen die Männerklassen C1 10.000 m, C2 10.000 m, K1 10.000 m und K2 10.000 m.
- In der Leichtathletik wurde das Programm für die Frauen um die 800 m erweitert.
- Im Straßenradsport ersetzte das Mannschaftszeitfahren ein Mannschaftsrennen bei den Männern.
- In der Disziplin Dressur des Reitsports fehlte die Mannschaftswertung.
- Beim Schießen entfiel Kleinkalibergewehr Laufender Hirsch 100 m Einzel- und Doppelschuss.
- Im Schwimmen wurde das Programm für Männer und Frauen um die 4 × 100-m-Lagenstaffel erweitert.
- Beim Segeln ersetzte die offene Klasse Flying Dutchman die offene Bootsklasse Sharpie.
- Im Turnen entfiel die Gruppengymnastik der Frauen – ein Vorgänger der Rhythmischen Sportgymnastik.

### Olympische Sportarten/Disziplinen
- Basketball Gesamt (1) = Männer (1)
- Boxen Gesamt (10) = Männer (10)
- Fechten Gesamt (8) = Männer (6)/Frauen (2)
- Fußball Gesamt (1) = Männer (1)
- Gewichtheben Gesamt (7) = Männer (7)
- Hockey Gesamt (1) = Männer (1)
- Kanu Gesamt (7) = Männer (5)/Frauen (2)
- Leichtathletik Gesamt (34) = Männer (24)/Frauen (10)
- Moderner Fünfkampf Gesamt (2) = Männer (2)
- Radsport
  -  Bahn Gesamt (4) = Männer (4)
  -  Straße Gesamt (2) = Männer (2)
- Reiten
  -  Dressur Gesamt (1) = Offen (1)
  -  Springen Gesamt (2) = Offen (2)
  -  Vielseitigkeit Gesamt (2) = Männer (2)
- Ringen
  -  Freistil Gesamt (8) = Männer (8)
  -  Griechisch-römisch Gesamt (8) = Männer (8)
- Rudern Gesamt (7) = Männer (7)
- Schießen Gesamt (6) = Männer (6)
- Schwimmsport
  -  Schwimmen Gesamt (15) = Männer (8)/Frauen (7)
  -  Wasserball Gesamt (1) = Männer (1)
  -  Wasserspringen Gesamt (4) = Männer (2)/Frauen (2)
- Segeln Gesamt (5) = Offen (5)
- Turnen Gesamt (14) = Männer (8)/Frauen (6)

Anzahl der Wettkämpfe in Klammern

### Zeitplan
| Disziplin          | Disziplin          | Do. 25. | Fr. 26. | Sa. 27. | So. 28. | Mo. 29. | Di. 30.   | Mi. 31.   | Do. 1.    | Fr. 2.    | Sa. 3.    | So. 4.    | Mo. 5.    | Di. 6.    | Mi. 7.    | Do. 8.    | Fr. 9.    | Sa. 10.   | So. 11.   | Ent- schei- dungen | Zuschauer |
| Disziplin          | Disziplin          | August  | August  | August  | August  | August  | August    | August    | September | September | September | September | September | September | September | September | September | September | September | Ent- schei- dungen | Zuschauer |
| ------------------ | ------------------ | ------- | ------- | ------- | ------- | ------- | --------- | --------- | --------- | --------- | --------- | --------- | --------- | --------- | --------- | --------- | --------- | --------- | --------- | ------------------ | --------- |
| Eröffnungsfeier    | Eröffnungsfeier    |         |         |         |         |         |           |           |           |           |           |           |           |           |           |           |           |           |           |                    | 57.382    |
| Basketball         | Basketball         |         |         |         |         |         |           |           |           |           |           |           |           |           |           |           |           | 1         |           | 1                  | 76.310    |
| Boxen              | Boxen              |         |         |         |         |         |           |           |           |           |           |           | 10        |           |           |           |           |           |           | 10                 | 83.529    |
| Fechten            | Fechten            |         |         |         |         |         | 1         |           | 1         | 1         | 1         |           |           | 1         |           | 1         | 1         | 1         |           | 8                  | 20.939    |
| Fußball            | Fußball            |         |         |         |         |         |           |           |           |           |           |           |           |           |           |           |           | 1         |           | 1                  | 252.759   |
| Gewichtheben       | Gewichtheben       |         |         |         |         |         |           |           |           |           |           |           |           |           | 2         | 2         | 2         | 1         |           | 7                  | 8.008     |
| Hockey             | Hockey             |         |         |         |         |         |           |           |           |           |           |           |           |           |           |           | 1         |           |           | 1                  | 23.604    |
| Kanu               | Kanu               |         |         |         |         | 7       |           |           |           |           |           |           |           |           |           |           |           |           |           | 7                  | 5.366     |
| Leichtathletik     | Leichtathletik     |         |         |         |         |         |           | 2         | 4         | 7         | 3         |           | 3         | 4         | 4         | 6         |           | 1         |           | 34                 | 448.338   |
| Moderner Fünfkampf | Moderner Fünfkampf |         |         |         |         |         |           | 2         |           |           |           |           |           |           |           |           |           |           |           | 2                  | 3.765     |
| Radsport           | Bahn               |         | 1       | 1       |         | 2       |           |           |           |           |           |           |           |           |           |           |           |           |           | 4                  | 31.022    |
| Radsport           | Straße             |         | 1       |         |         |         | 1         |           |           |           |           |           |           |           |           |           |           |           |           | 2                  | 31.022    |
| Reitsport          | Dressur            |         |         |         |         |         |           |           |           |           |           |           |           | 1         |           |           |           |           |           | 1                  | 64.465*   |
| Reitsport          | Springen           |         |         |         |         |         |           |           |           |           |           |           |           |           | 1         |           |           |           | 1         | 2                  | 64.465*   |
| Reitsport          | Vielseitigkeit     |         |         |         |         |         |           |           |           |           |           |           |           |           |           |           |           | 2         |           | 2                  | 64.465*   |
| Ringen             | Freistil           |         |         |         |         |         |           |           |           |           |           |           |           | 8         |           |           |           |           |           | 8                  | 26.729    |
| Ringen             | Griech.-röm.       |         |         |         |         |         |           | 8         |           |           |           |           |           |           |           |           |           |           |           | 8                  | 26.729    |
| Rudern             | Rudern             |         |         |         |         |         |           |           |           |           | 7         |           |           |           |           |           |           |           |           | 7                  | 18.434    |
| Schießen           | Schießen           |         |         |         |         |         |           |           |           |           |           |           | 1         | 1         |           | 1         | 2         | 1         |           | 6                  | 3.718     |
| Schwimmsport       | Schwimmen          |         |         | 2       |         | 1       | 2         | 2         | 3         | 2         | 3         |           |           |           |           |           |           |           |           | 15                 | 181.432   |
| Schwimmsport       | Wasserball         |         |         |         |         |         |           |           |           |           | 1         |           |           |           |           |           |           |           |           | 1                  | 181.432   |
| Schwimmsport       | Wasserspringen     |         |         | 1       |         | 1       | 1         |           |           | 1         |           |           |           |           |           |           |           |           |           | 4                  | 181.432   |
| Segeln             | Segeln             |         |         |         |         |         |           |           |           |           |           |           |           |           | 5         |           |           |           |           | 5                  | 3.233     |
| Turnen             | Turnen             |         |         |         |         |         |           |           |           |           |           |           |           |           | 2         | 2         | 4         | 6         |           | 14                 | 44.443    |
| Ausstellungen      | Ausstellungen      |         |         |         |         |         |           |           |           |           |           |           |           |           |           |           |           |           |           |                    | 15.586    |
| Training           | Training           |         |         |         |         |         |           |           |           |           |           |           |           |           |           |           |           |           |           |                    | 12.430    |
| Schlussfeier       | Schlussfeier       |         |         |         |         |         |           |           |           |           |           |           |           |           |           |           |           |           |           |                    | 54.599    |
| Entscheidungen     | Entscheidungen     |         | 2       | 4       |         | 11      | 5         | 14        | 8         | 11        | 15        |           | 14        | 15        | 12        | 12        | 11        | 15        | 1         | 150                |           |
|                    |                    | Do. 25. | Fr. 26. | Sa. 27. | So. 28. | Mo. 29. | Di. 30.   | Mi. 31.   | Do. 1.    | Fr. 2.    | Sa. 3.    | So. 4.    | Mo. 5.    | Di. 6.    | Mi. 7.    | Do. 8.    | Fr. 9.    | Sa. 10.   | So. 11.   |                    |           |
| August             | August             | August  | August  | August  | August  | August  | September | September | September | September | September | September | September | September | September | September | September |           |           |                    |           |

(* Besucherzahl beim Reiten wurde als Differenz zur Gesamtzuschauerzahl von 1.436.091 errechnet.)
Farblegende

Insgesamt wurden 150 Disziplinen ausgetragen, eine weniger als vier Jahre zuvor. Sechs Disziplinen kamen neu oder wieder ins Programm, sieben Disziplinen wurden gestrichen, zwei Disziplinen wurden ausgetauscht. Gänzlich neu waren die Lagenstaffeln für Männer und Frauen beim Schwimmen und der Mannschaftswettbewerb im Florettfechten der Frauen. Ebenfalls neu waren der Zweierkajak der Frauen und die 4-mal-500-Meter-Staffel der Männer im Kajak, wobei die Staffel ab 1964 durch den Viererkajak ersetzt wurde. Der 800-Meter-Lauf der Frauen wurde nach 1928 zum zweiten Mal ausgetragen. Im Radsport wurde die Mannschaftswertung beim Straßenrennen durch das 100-km-Mannschaftsfahren abgelöst. Im Segeln wurde der Sharpie durch den Flying Dutchman ersetzt.

Gestrichen wurden alle vier Wettbewerbe der Kanuten über 10.000 Meter. Die Gruppengymnastik mit Handgeräten der Frauen stand in veränderter Form 1996 in der Rhythmischen Sportgymnastik wieder auf dem Programm. Der Schießwettbewerb auf den laufenden Hirsch lebte 1972 als Schießen auf die Laufende Scheibe wieder auf. Schließlich wurde im Dressurreiten kein Mannschaftswettbewerb ausgetragen, zum einzigen Mal seit 1928.

Als Demonstrationssportarten wurden fünf historische Spiele vorgeführt. Im heutigen Sprachgebrauch dürfte es sich dabei aber eher um einen Teil des Rahmenprogramms gehandelt haben.

## Zeremonien
Am Tage vor der Eröffnung fand auf dem Petersplatz ein Gottesdienst statt, an dem 100.000 Zuschauer teilnahmen, darunter Sportler aller Mannschaften außer der Sowjetunion. Papst Johannes XXIII. erteilte allen Teilnehmern der Olympischen Spiele seinen Segen.

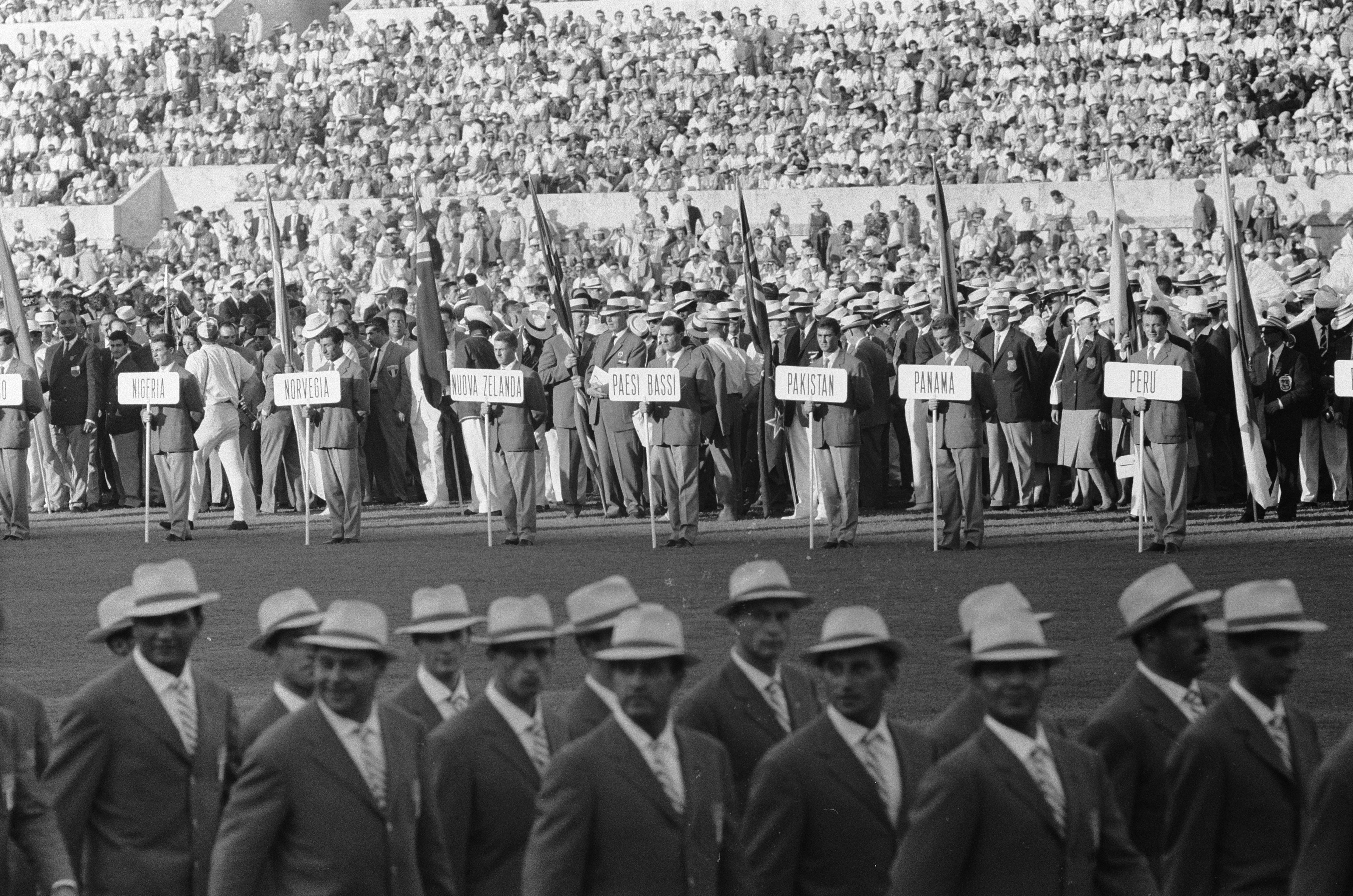
Eröffnungsfeier am 25. August 1960 im Olympiastadion

Die Eröffnungsfeier am 25. August im vollbesetzten Olympiastadion begann mit dem Einmarsch der Nationen. Die Mannschaft Nationalchinas/Taiwans folgte einem Schild mit der Aufschrift Taiwan, ein Taiwaner marschierte mit einem weiteren Schild mit der Aufschrift „under Protest“ vorne weg. Fahnenträger der Mannschaft aus den Vereinigten Staaten war zum ersten Mal ein Farbiger, der Zehnkämpfer Rafer Johnson. Der Fahnenträger der sowjetischen Mannschaft, der Gewichtheber Juri Wlassow, demonstrierte seine Stärke und trug die Fahne mit einem ausgestreckten Arm. Die Fahne der gesamtdeutschen Mannschaft trug der westdeutsche Reiter Fritz Thiedemann. Den olympischen Eid sprach Adolfo Consolini, Diskuswurfolympiasieger von 1948. Unmut erregte die Rede von Giulio Andreotti, des Präsidenten des Organisationskomitees, da er ein umfangreiches Manuskript vorbereitet hatte, welches er in voller Länge vorlas. Nach ihm sprach IOC-Präsident Avery Brundage, der auf dem Weg zum Rednerpult demonstrativ sein Manuskript in eine Anzugtasche steckte. Brundage dankte dem Veranstalter nur kurz für die Vorbereitungen und bat danach Staatspräsident Giovanni Gronchi, die Spiele zu eröffnen.
Der Zeitplan für die Schlussfeier am 11. September baute darauf auf, dass vorher der zweite Umlauf im Mannschaftswettbewerb der Springreiter stattfinden sollte. Nachdem im ersten Umlauf einige Mannschaften durch das Ausscheiden des dritten Reiters geplatzt waren, wurden kurzerhand die Regeln geändert. Im zweiten Umlauf durften demnach auch Reiter antreten, deren Mannschaft bereits ausgeschieden war, sonst wäre die Veranstaltung zu schnell vorbei gewesen. Die eigentliche Schlussfeier fand im Anschluss statt, Hauptredner war Avery Brundage.

## Wettbewerbe

### Basketball

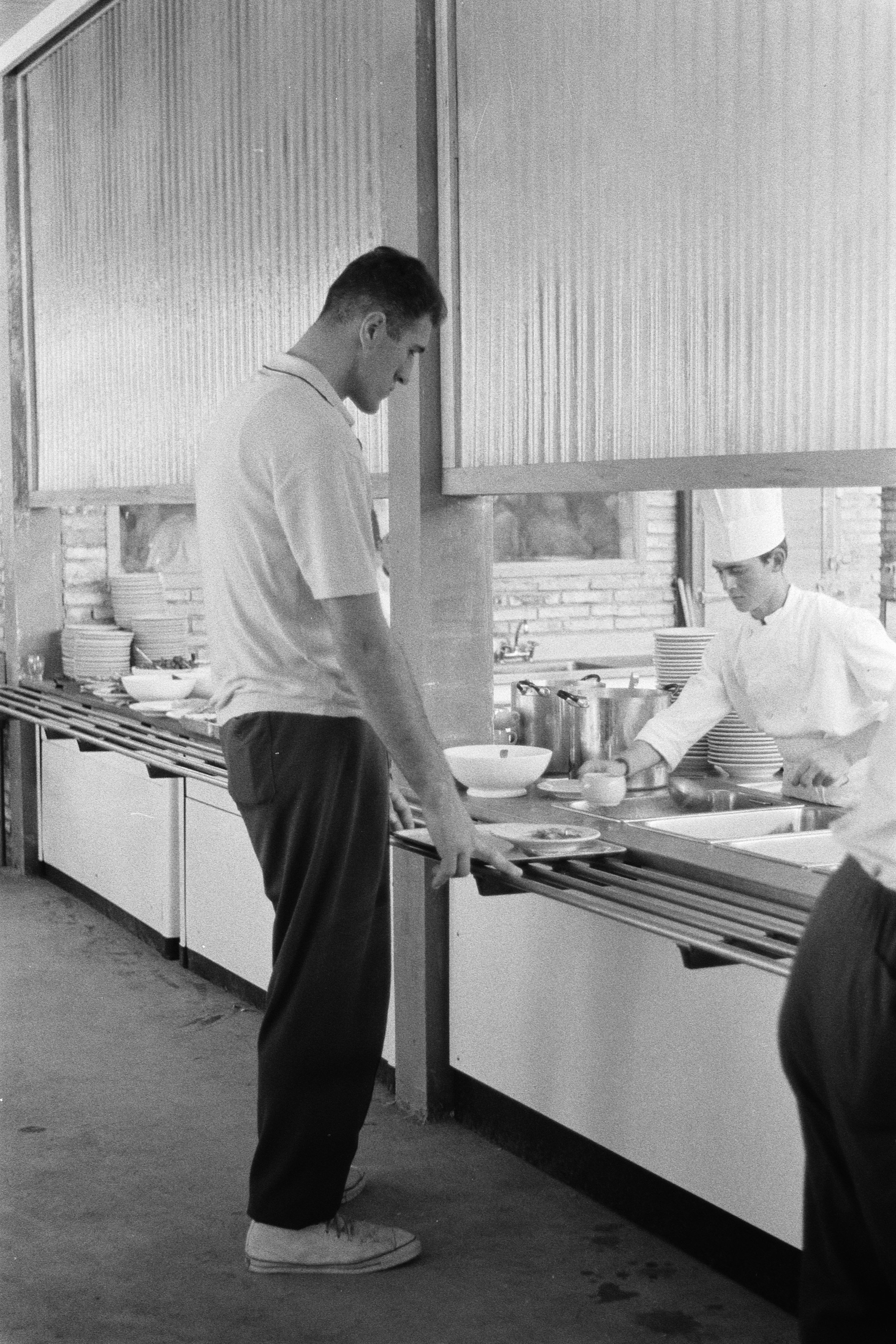
Jānis Krūmiņš, sowjetischer Basketballspieler, bei der Essensausgabe

Erstmals fand vor dem Basketballturnier eine Qualifikation statt. Eine Woche vor den Spielen qualifizierten sich in Bologna noch fünf Mannschaften für die Teilnahme in Rom, elf Teams waren gesetzt. Das eigentliche olympische Turnier wurde in drei Runden ausgetragen, wobei die Ergebnisse der zweiten Runde in die dritte Runde mitgenommen wurden. Ein echtes Endspiel gab es nicht, da die Mannschaften aus den USA und der Sowjetunion bereits in der zweiten Runde aufeinander getroffen waren. Die USA gewannen dieses Spiel mit 81:57. In der dritten Runde siegten beide Teams gegen Brasilien und Italien. Beim fünften olympischen Basketballturnier siegte zum fünften Mal die US-Auswahl. Zehn Mitglieder der 1960er-Mannschaft wechselten später in die NBA. Neben Headcoach Peter Newell wurden nach ihrer Karriere vier Spieler des Teams in die Hall of Fame aufgenommen: Walt Bellamy, Jerry Lucas, Oscar Robertson und Jerry West. Mit der Aufnahme des gesamten Teams im Jahre 2010 erfuhren diese fünf die besondere Ehre, ein insgesamt zweites Mal Mitglied der Hall of Fame zu werden.
Ergebnisübersicht siehe Basketball

### Boxen
Das Boxturnier im Palazzo dello Sport war in der Vorrunde von zahlreichen Fehlurteilen geprägt. 17 Kampfrichter wurden danach ausgeschlossen. Als stärkste Staffel erwies sich die italienische, die sieben Medaillen erboxte, davon drei in Gold. Ebenfalls drei Goldmedaillen erhielt die Staffel aus den Vereinigten Staaten, wobei der Finalsieg des Amerikaners Edward Crook im Mittelgewicht mit 3:2 gegen den Polen Tadeusz Walasek zu Tumulten auf den Tribünen führte. Den Val-Barker-Pokal für den technisch besten Boxer des Turniers erhielt der italienische Weltergewichtler Nino Benvenuti, der Ende der 1960er Jahre bei den Profis mehrfach Weltmeister im Mittelgewicht wurde. Die erfolgreichste Profikarriere sollte allerdings der 18-jährige Olympiasieger im Halbschwergewicht vor sich haben: Cassius Clay wurde unter diesem Namen Boxweltmeister im Schwergewicht und unter seinem späteren Namen Muhammad Ali zum wohl berühmtesten und größten Schwergewichtsboxer aller Zeiten.
Im Finale des Halbweltergewichts verlor der Ghanaer Clement Quartey gegen Bohumil Němeček aus der Tschechoslowakei. Quartey gewann damit die Silbermedaille, die erste olympische Medaille für einen schwarzen Afrikaner überhaupt. Fünf Tage später gewann im Marathonlauf der erste schwarze Afrikaner olympisches Gold.
Ergebnisübersicht siehe Boxen

### Fechten
Im Säbelfechten und im Degenfechten dominierten die Mannschaften, die seit Jahren erfolgreich waren. Die ungarischen Säbelfechter hatten seit 1928 bei allen Spielen Mannschaftsgold erfochten. Aladár Gerevich war seit 1932 dabei, Pál Kovács seit 1936 und Rudolf Kárpáti seit 1948. In Rom erkämpfte Gerevich seine siebte Goldmedaille, Kovács seine sechste und Kárpáti seine fünfte und sechste, da er auch im Einzel siegte. Ebenfalls seine sechste Goldmedaille gewann Italiens Edoardo Mangiarotti mit der italienischen Degenmannschaft, Giuseppe Delfino gewann die Einzelwertung. Michael Alexander, der spätere britische Botschafter in Österreich, gewann Silber mit der britischen Degenmannschaft. Im Florettfechten hingegen erreichten die Franzosen nach drei Einzelsiegen keinen Podestplatz mehr. Die Mannschaft der Sowjetunion um Einzelsieger Wiktor Schdanowitsch dominierte das Turnier. Bei den Damen gewann mit Heidi Schmid 32 Jahre nach Helene Mayer 1928 wieder eine deutsche Fechterin. Die erstmals ausgetragene Mannschaftswertung gewann die sowjetische Mannschaft vor den Ungarinnen und den Italienerinnen.
Ergebnisübersicht siehe Fechten

### Fußball
Zugelassen zur Teilnahme waren nur Amateurfußballer, wobei dies in den westlichen Ländern mit Profifußball in der Regel alle Erstligaspieler ausschloss. In den Ostblockstaaten wurden auch die obersten Ligen als Amateurligen im olympischen Sinne definiert. Zugelassen waren außerdem nur Spieler, die nicht an der Weltmeisterschaftsendrunde 1958 in Schweden teilgenommen hatten, weshalb die Mannschaften Jugoslawiens, Ungarns, der CSSR und der Sowjetunion bereits in der Qualifikation auf einige Asse verzichten mussten. Ungarn und Jugoslawien qualifizierten sich trotzdem in der erstmals ausgetragenen Qualifikationsrunde.
Die Überraschung des Turniers war die dänische Auswahl, die in der Vorrunde Argentinien und Polen besiegte; im Halbfinale siegten die Dänen mit 2:0 gegen die letztlich drittplatzierten Ungarn. Im Finale unterlagen die Dänen schließlich der jugoslawischen Auswahl. In der jugoslawischen Mannschaft standen im Finale acht Spieler auf dem Feld, die zwei Monate zuvor im Finale der Fußball-Europameisterschaft gegen die Sowjetunion gespielt hatten.
Ergebnisübersicht siehe Fußball

### Gewichtheben
Vier Jahre zuvor in Melbourne hatten die Heber aus den USA viermal Gold gewonnen, die Sowjetunion nur dreimal. In Rom verteidigte der Bantamgewichtler Charles Vinci seinen Titel, blieb aber einziger Sieger aus den USA. Fünf Heber aus der Sowjetunion gewannen ihre Gewichtsklasse, wobei Arkadi Worobjow im Mittelschwergewicht seinen Titel verteidigte. Eine Klasse darunter siegte Ireneusz Paliński aus Polen. Er war damit der erste Olympiasieger seit den Ägyptern Fayad und Shams 1948, der nicht aus den USA oder der Sowjetunion kam. In der obersten Gewichtsklasse löste Juri Wlassow die seit 1948 erfolgreichen US-Heber ab und leitete eine Siegesserie ein, die bis zum Zusammenbruch der Sowjetunion nur durch den Olympiaboykott 1984 unterbrochen wurde.
Mit Ausnahme des Polen, der vom Ausfall des Favoriten Rudolf Pljukfelder profitierte, stellten alle Olympiasieger den bestehenden Weltrekord ein oder übertrafen ihn. Im Leichtgewicht gewann Wiktor Buschujew vor Tan Howe Liang aus Singapur und Abdu l-Wahid Aziz aus dem Irak. Sowohl für Singapur als auch für den Irak ist dies die bislang einzige Medaille bei Olympischen Spielen.
Ergebnisübersicht siehe Gewichtheben

### Hockey
Die Mannschaft Indiens hatte seit 1928 sechsmal in Folge das olympische Hockeyturnier gewonnen. Bei den Asienspielen 1958 hatten die Inder allerdings gegen Pakistan verloren. Diese beiden Mannschaften standen sich auch im Finale von Rom gegenüber. Durch ein Tor von Nasir Ahmad in der sechsten Minute siegte die pakistanische Mannschaft. Es war die erste Goldmedaille für Pakistan bei Olympischen Spielen. Für Indien beendete die Niederlage eine olympische Serie von dreißig Siegen mit einem Torverhältnis von 196:8.
Kurioserweise war das Turnier mit dem Finale noch nicht beendet. Bei den Spielen um Platz 5 bis 8 endete die Partie zwischen Australien und Kenia Unentschieden. Daraufhin hatte der Schiedsrichter per Los die Australier aufsteigen lassen. Nach einem Protest der Kenianer wurde die Partie einen Tag nach dem Finale wiederholt, die Australier gewannen dieses Wiederholungsspiel. Am Tag der Schlussfeier spielten Australier und Neuseeländer dann noch den fünften Platz aus, es gewannen die etwas ausgeruhteren Neuseeländer.
Ergebnisübersicht siehe Hockey

### Kanu

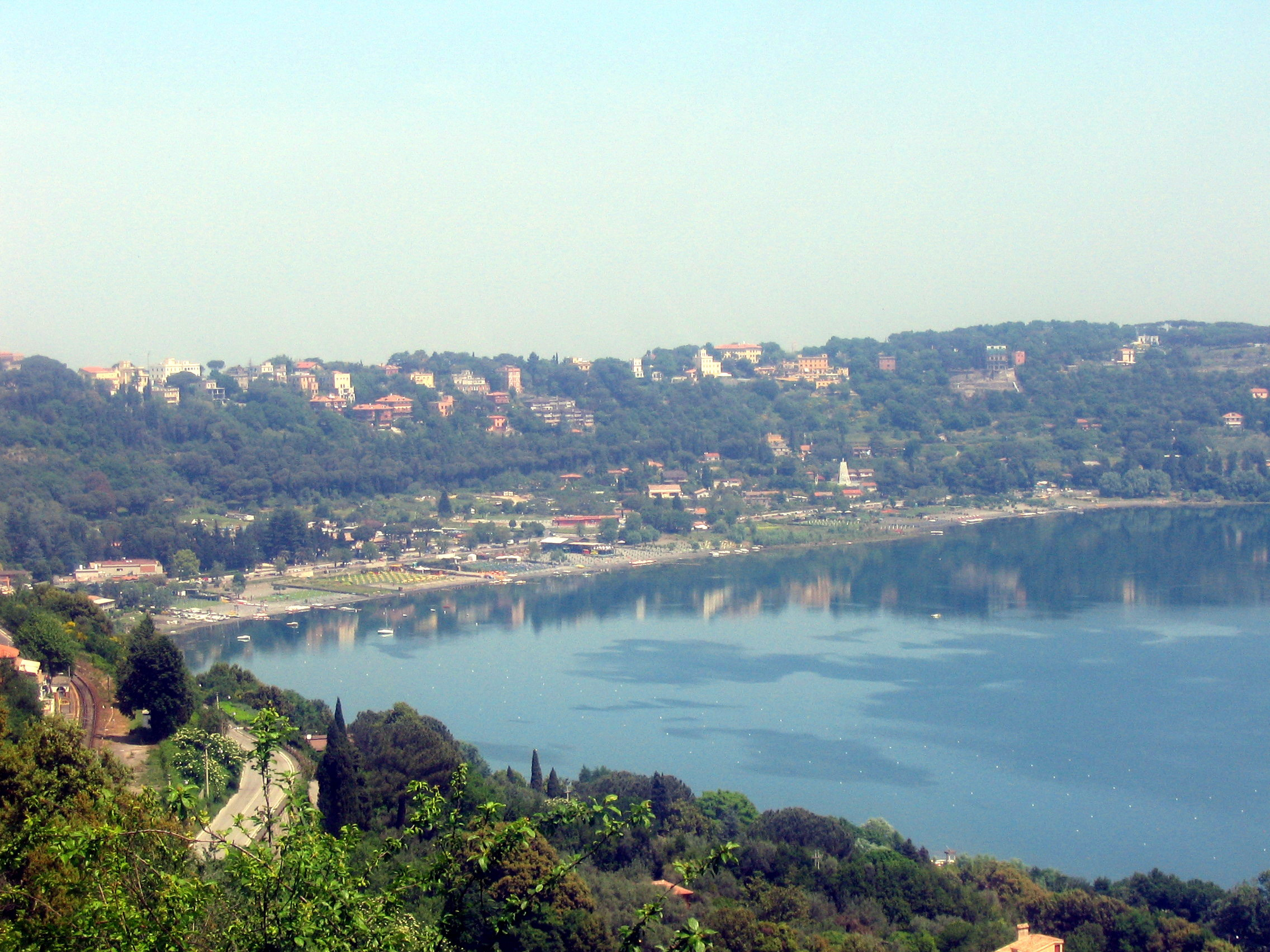
Ruder- und Kanuregatten fanden auf dem Albaner See statt

Bei der Regatta auf dem Albaner See (Lago Albano) wurden die bis heute üblichen Hoffnungsläufe für die in den Vorläufen unterlegenen Kanuten eingeführt. Mit Bronze im Kajakeiner und Gold im Kajakzweier gelang es dem Schweden Gert Fredriksson auch bei seinen vierten Olympischen Spielen, zwei Medaillen zu gewinnen. Die meisten Medaillen gingen an die ungarischen Kanuten, für die aber nur János Parti im Einerkanadier Gold errang. Die Kanuten aus der Sowjetunion gewannen mit vier Medaillen zwei weniger als die Ungarn, davon aber dreimal Gold. Für Deutschland erhielt Therese Zenz im Einer und im Zweier Silber, jeweils hinter Antonina Seredina. Die erstmals und letztmals ausgetragene Kajakstaffel gewann eine gesamtdeutsche Mannschaft. Zwei Kanuten aus dieser Mannschaft, Friedhelm Wentzke (West) und Günter Perleberg (Ost), sollten vier Jahre später nach der Flucht Perlebergs in den Westen gemeinsam im Viererkajak Silber gewinnen.
Sowohl bei den Kanuregatten als auch bei den Ruderregatten wurden erstmals Bojen aneinander befestigt und dadurch die einzelnen Bahnen bis zum Ziel getrennt. Diese Verwendung von Bojenketten zur Bahnabgrenzung heißt noch heute nach dem Austragungsort Albano-System.
Ergebnisübersicht siehe Kanu

### Leichtathletik
Seit 1912 die 4-mal-100-Meter-Staffel der Männer erstmals ausgetragen worden war, hatten die Vereinigten Staaten immer mindestens eine Goldmedaille auf den drei Sprintstrecken gewonnen. Diese Serie endete 1960. Über 100 Meter siegte der deutsche Armin Hary in 10,2 Sekunden. In der Sprintstaffel erreichte Armin Hary seine zweite Goldmedaille, nachdem die US-Stafette wegen Überschreitung der Wechselmarke disqualifiziert worden war. Über 200 Meter gewann der Italiener Livio Berruti und stellte mit 20,5 Sekunden den Weltrekord ein. Auf der langen Sprintstrecke genügte die Einstellung des Weltrekordes nicht für Gold: Der US-Amerikaner Otis Davis und der Deutsche Carl Kaufmann unterboten beide den Weltrekord um drei Zehntelsekunden, Davis gewann Gold vor Kaufmann. Auch in der 4-mal-400-Meter-Staffel lief Davis vor Kaufmann über die Ziellinie. Im Hürdenlauf konnten mit Lee Calhoun (110 Meter) und Glenn Davis (400 Meter) die Olympiasieger von Melbourne ihren Titel verteidigen.
Auf den Mittelstrecken dominierten Läufer aus Ozeanien. Über 800 Meter übersprintete der noch weitgehend unbekannte Neuseeländer Peter Snell den favorisierten Belgier Roger Moens. Über 1500 Meter gewann mit Weltrekord und Riesenvorsprung der Australier Herb Elliott, der als Erwachsener nie ein Rennen über 1500 Meter oder die Meile verlor. Auch über 5000 Meter siegte mit dem Neuseeländer Murray Halberg ein Läufer vom fünften Kontinent. Hans Grodotzki aus der DDR erhielt sowohl über 5000 Meter als auch über 10.000 Meter Silber. Im Marathonlauf gewann der barfuß laufende Äthiopier Abebe Bikila die erste olympische Goldmedaille für ein afrikanisches Land südlich von Ägypten und nördlich von Südafrika, hinter ihm holte Rhadi Ben Abdesselam als Zweitplatzierter die erste Medaille für Marokko überhaupt.
In den technischen Disziplinen galten meist US-Athleten als Favorit: Im Stabhochsprung gewann der Favorit Don Bragg, der letzte Weltrekordler vor Einführung des Kunststoffstabes. Im Hochsprung hingegen kam es zu einem Favoritensturz: John Thomas unterlag den Sowjetspringern Robert Schawlakadse und Waleri Brumel. Ralph Boston konnte im Weitsprung den olympischen Rekord von Jesse Owens übertreffen. Im Diskuswurf gewann Al Oerter seine zweite Goldmedaille, während Parry O’Brien nach zweimal Gold im Kugelstoßen dieses Mal nur Silber gewann. Mit dem Polen Józef Szmidt im Dreisprung und dem sowjetischen Geher Wolodymyr Holubnytschyj gewannen zwei Athleten ihre erste Goldmedaille, die ihre Disziplin über Jahre prägen sollten. Als spannender Wettkampf ging der Zehnkampf zwischen dem schwarzen Amerikaner Rafer Johnson und dem Taiwaner Yang Chuan-Kwang in die Leichtathletikgeschichte ein. Am Schluss gewann Johnson knapp vor Yang, beide hatten über 500 Punkte Vorsprung auf den drittplatzierten Wassili Kusnezow aus der Sowjetunion.
Hatten die US-Sprinter enttäuscht, so wurde die Sprinterin Wilma Rudolph zu einem der größten Stars der Spiele von Rom. Die wegen ihres eleganten Laufstils als „Schwarze Gazelle“ bezeichnete Läuferin siegte auf beiden Strecken mit klarem Vorsprung und lief auch als Schlussläuferin der Staffel als Erste ins Ziel. Die anderen Frauenwettbewerbe wurden weitgehend von Athletinnen aus der Sowjetunion dominiert. Ljudmila Schewzowa gewann die 800 Meter, die nach 32 Jahren wieder auf dem Programm standen. Die Press-Schwestern siegten im Hürdenlauf (Irina) und im Kugelstoßen (Tamara); die beiden Schwestern dominierten die Leichtathletik in den frühen 1960er Jahren. Im Diskuswurf konnte Nina Ponomarjowa vor Tamara Press gewinnen. Im Speerwurf gewann Elvīra Ozoliņa vor der Olympiasiegerin von 1952, Dana Zátopková. Außer dem Gold für Wilma Rudolph und ihre Staffelkameradinnen ging nur eine Goldmedaille nicht in die Sowjetunion. Die überragende Hochspringerin Iolanda Balaș aus Rumänien siegte mit vierzehn Zentimetern Vorsprung auf ihre Konkurrentinnen. Wie der Stabhochspringer Don Bragg versuchte sie die Aufstellung eines neuen Weltrekordes, in beiden Fällen war aber nach dem Olympiasieg nicht mehr die notwendige Anspannung vorhanden.
Ergebnisübersicht siehe Leichtathletik

### Moderner Fünfkampf
Der amtierende Weltmeister Igor Nowikow aus der Sowjetunion und der ungarische Vizeweltmeister András Balczó vergaben ihre Siegchancen bereits im Reiten und im Schießen. Obwohl sie im Schwimmen und im Geländelauf aufholten, beendeten sie den Wettkampf auf den Plätzen 5 und 4. Sieger wurde mit Ferenc Németh ein Fünfkämpfer, der vor und nach Rom keinen großen Erfolg erringen konnte. In der Mannschaftswertung gewannen die Ungarn mit rund 500 Punkten Vorsprung vor der Mannschaft aus der Sowjetunion.
Ergebnisübersicht siehe Moderner Fünfkampf

### Radsport
Die Bahnwettbewerbe wurden von den italienischen Gastgebern dominiert, die in allen vier Wettbewerben Gold holten. Sante Gaiardoni siegte dabei sowohl im Sprint als auch im Zeitfahren. In drei Wettbewerben gewannen deutsche Radfahrer die Silbermedaille.
Im erstmals ausgetragenen 100-km-Mannschaftszeitfahren auf der Straße siegten ebenfalls die Italiener vor den Deutschen um die DDR-Radsportlegende Täve Schur. Der Viererwettbewerb wurde überschattet vom Tod des dänischen Radfahrers Knud Enemark Jensen. Offizielle Todesursache war eine Gehirnverletzung nach Hitzschlag und Sturz vom Rad. Jensen war der zweite Sportler, der im Einsatz bei Olympischen Spielen starb; der erste war 1912 der portugiesische Marathonläufer Francisco Lázaro gewesen. Vier Tage nach dem Mannschaftszeitfahren wurde das Einzelrennen auf einem Rundkurs durch den Stadtteil Flaminio gestartet. Der Italiener Livio Trapè und der Russe Wiktor Kapitonow konnten sich nach acht von zwölf Runden vom Feld absetzen. Trapès Ausreißversuch in der Schlussrunde wurde vom Russen gekontert, der das einzige Radsportgold für einen Nichtitaliener erringen konnte.
Ergebnisübersicht siehe Radsport

### Reiten
Seit 1928 stand im Dressurreiten die Mannschaftswertung im olympischen Programm, 1960 wurde dieser Wettbewerb nicht ausgetragen, aber 1964 wieder aufgenommen. Den Einzelwettbewerb gewann der Russe Sergei Filatow vor dem Schweizer Gustav Fischer und dem Deutschen Josef Neckermann, Vierter wurde der Schwede Henri Saint Cyr, der 1952 und 1956 Gold erhalten hatte.
Der Geländeritt in der Military erwies sich als sehr schwer, zum einen wegen der Hitze und zum anderen wegen eines anspruchsvollen Parcours in den Albaner Bergen. Die Einzelwertung gewann der Australier Lawrence Morgan, das Mannschaftsergebnis wurde aus den Einzelleistungen addiert, die Australier erhielten Gold vor den Schweizern.
Zwei italienische Brüder dominierten das Einzelspringen auf der Piazza di Siena: Raimondo D’Inzeo siegte vor Piero D’Inzeo. Das Mannschaftsspringen, der Preis der Nationen, wurde als letzte Veranstaltung der Spiele unmittelbar vor der Abschlussfeier im Olympiastadion ausgetragen. Raimondo D’Inzeo war auch hier der beste Einzelreiter, aber Piero D’Inzeo und der dritte Italiener Antonio Oppes patzten, sodass der Weg für die deutsche Equipe (mit Halla und Meteor) frei war, die Italiener gewannen Bronze hinter der Mannschaft aus den Vereinigten Staaten.
Ergebnisübersicht siehe Reiten

### Ringen

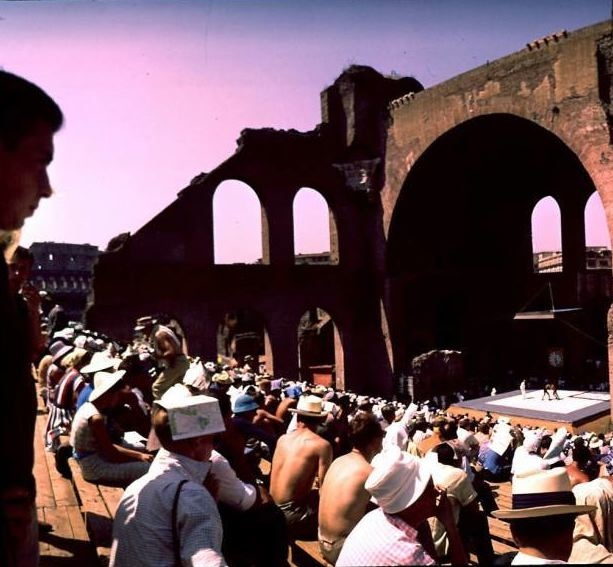
In den Tonnengewölben der Maxentiusbasilika waren die Ringermatten ausgelegt. Auf dem Platz davor standen die Zuschauertribünen.

Ringen ist insbesondere in seiner griechisch-römischen Variante schon namentlich mit der römischen Geschichte eng verbunden, auch wenn in der Antike eher im freien Stil gerungen wurde. Die Ringerwettbewerbe fanden in historischer Kulisse in der Maxentiusbasilika neben dem Kolosseum statt. Für die Ringer und vor allem für die Kampfrichter war es allerdings ein Problem, dass die weißen Matten die Sonnenstrahlen reflektierten. Große Hitze bei Kämpfen in der Mittagszeit und unaufmerksame Kampfrichter beeinträchtigten insbesondere die Kämpfe in der ersten Woche. Die Wettkämpfe begannen mit dem griechisch-römischen Turnier, je drei Sieger kamen aus der Türkei und der Sowjetunion; Rumänien und Bulgarien stellten einen Olympiasieger. Im Freistilturnier stellten noch weniger Länder Olympiasieger: Vier Türken, drei Ringer aus den USA und ein Deutscher waren erfolgreich. Der Schwergewichtler Wilfried Dietrich hatte bereits in Melbourne und auch jetzt in Rom jeweils Silber in der griechisch-römischen Kampfweise gewonnen. Sein Freistilgold vor dem türkischen Titelverteidiger Hamit Kaplan machte ihn zum populärsten Ringer der Bundesrepublik Deutschland.
Ergebnisübersicht siehe Ringen

### Rudern
Bei den Regatten auf dem Albaner See gewannen die deutschen Ruderer in sieben Bootsklassen drei Goldmedaillen und eine Silbermedaille. Im Einer führte der Ostberliner Achim Hill lange, wurde aber vom Titelverteidiger Wjatscheslaw Iwanow in dessen typischem Endspurt überholt. Achim Hill war der erste Medaillengewinner im Rudern aus der DDR. Juri Tjukalow, der 1952 den Einer und 1956 zusammen mit Alexander Berkutow den Doppelzweier gewonnen hatte, wurde diesmal Zweiter im Doppelzweier; die beiden Russen unterlagen dem Boot aus der Tschechoslowakei. In Deutschland ging der Sieg im Zweier mit Steuermann und im Vierer mit Steuermann etwas unter, da der Olympiasieg im Achter die meiste Aufmerksamkeit erhielt. Das von Karl Adam in Ratzeburg zusammengestellte Boot leitete eine zehnjährige Erfolgsserie des Deutschland-Achters ein. In dem Achter von 1960 saßen der spätere Philosoph Hans Lenk und der spätere Bild-Reporter Karl-Heinrich von Groddeck, die beide, wenn auch auf unterschiedliche Weise, den Nachruhm des Achters von 1960 bekräftigten.
Ergebnisübersicht siehe Rudern

### Schießen
Die Schießwettbewerbe fanden auf zwei Schießanlagen in Rom statt, der Wettbewerb mit dem freien Gewehr wurde in Cesano ausgetragen, 30 Kilometer von Rom entfernt. Die sechs Entscheidungen gewannen Schützen aus fünf Ländern. Zweimal Gold erhielten Sportler aus der Sowjetunion, je einmal Gold erhielten Sportler aus den USA, Rumänien, Deutschland und Österreich. Für Deutschland siegte der 18-jährige Peter Kohnke aus Bremervörde im Wettbewerb mit dem Kleinkalibergewehr in der liegenden Position. Der 35-jährige Hubert Hammerer gewann mit dem freien Gewehr die einzige olympische Goldmedaille für Österreich bei den Spielen in Rom. Die knappste Entscheidung war das Schießen mit der Schnellfeuerpistole. Drei Schützen mussten ins Stechen um die Medaillen, am Ende bewies William McMillan aus den USA die besten Nerven.
Ergebnisübersicht siehe Schießen

### Schwimmen
Die Wettbewerbe zeigten den erwarteten Zweikampf zwischen den Schwimmern Australiens und der USA. Bei den Männern siegten vier Australier; Murray Rose über 400 Meter Freistil und der Rückenschwimmer David Theile hatten ihre Wettbewerbe bereits in Melbourne 1956 gewonnen. Gold für die Schwimmer aus den USA gab es auf den Einzelstrecken im Brust- und im Schmetterlingsstil sowie in beiden Staffeln. Der beste Freistilschwimmer der Vereinigten Staaten, Jeff Farrell, trat nur in den Staffeln an, da er sich für die Einzelrennen nicht qualifizieren konnte; sechs Tage vor den US-Trials war er am Blinddarm operiert worden. Weltrekorde bei den Männern schwammen beide Staffeln und Michael Troy über 200 Meter Schmetterling.
Bei den Damen erhielten die Schwimmerinnen aus den Vereinigten Staaten fünf Goldmedaillen, darunter beide Staffeln in Weltrekordzeit. Chris von Saltza gewann zweimal Gold mit der Staffel und das 400-Meter-Freistilschwimmen. Über die 100-Meter-Freistildistanz siegte die australische Titelverteidigerin Dawn Fraser. Sie war die erste und bis 2008 einzige erfolgreiche Titelverteidigerin auf dieser prestigeträchtigen Strecke; vier Jahre später in Tokio gewann sie zum dritten Mal. Die 200-Meter-Bruststrecke war der einzige Wettbewerb der Schwimmentscheidungen, in dem Gold nicht an die USA oder Australien ging. Die Britin Anita Lonsbrough schwamm Weltrekord vor den Deutschen Wiltrud Urselmann und Barbara Göbel, dahinter schlugen zwei niederländische Schwimmerinnen an.
Ergebnisübersicht siehe Schwimmen

#### Wasserspringen

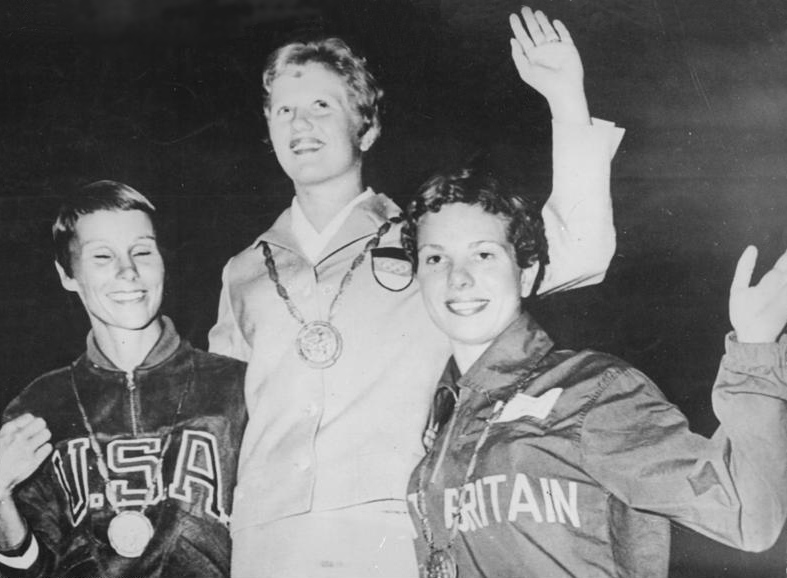
Siegerehrung im Kunstspringen der Damen mit Paula Pope, Ingrid Krämer und Elisabeth Ferris (von links nach rechts)

Im Kunstspringen der Männer siegte mit Gary Tobian zum neunten Mal in Folge ein US-Springer, die Serie sollte erst 1972 enden. Tobian gewann mit Silber auch im Turmspringen eine Medaille, verlor aber knapp gegen seinen Landsmann Robert Webster. Bei den Damen hatten seit 1924 nur noch Springerinnen aus den Vereinigten Staaten Gold erhalten, seit 1948 hatte das Kunst- und Turmspringen jeweils dieselbe Springerin gewonnen. Nur die zweite Serie hielt auch in Rom, da Ingrid Krämer aus Dresden beide Goldmedaillen für die gesamtdeutsche Mannschaft gewann. Sie war die erste deutsche Wasserspringerin, die mit olympischem Gold ausgezeichnet wurde.
Ergebnisübersicht siehe Wasserspringen

#### Wasserball
Die Italiener gewannen alle Spiele des Turniers mit Ausnahme des letzten gegen die Ungarn. Das Unentschieden genügte den Italienern aber, da sie die Sowjetunion zuvor im entscheidenden Spiel besiegt hatten. Die Sowjetunion gewann Silber vor den Ungarn. In der ungarischen Mannschaft standen noch acht Mitglieder des Siegerteams von 1956, vier von ihnen hatten bereits 1952 Gold erhalten.
Mit den Italienern gewann zum ersten Mal seit 1924 wieder die Mannschaft des Gastgebers das Wasserballturnier. Nach den Italienern gelang dies bis 2007 nur noch der Sowjetunion 1980.
Ergebnisübersicht siehe Wasserball

### Segeln
Höhepunkt der Wettbewerbe in der Bucht von Neapel war aus sportlicher Sicht die vierte Goldmedaille in Folge, die der Däne Paul Elvstrøm im Finn-Dinghy gewinnen konnte. Er war gleichzeitig auch der deutlichste Sieger aller Segelklassen in Neapel. In der erstmals ausgetragenen Flying-Dutchman-Klasse gewann der Norweger Peder Lunde, der aus einer Seglerdynastie stammt; sein Großvater war 1924 Olympiasieger geworden und seine Eltern hatten 1952 zusammen mit seinem Onkel Silber ersegelt. Im Mittelpunkt des öffentlichen Interesses stand allerdings das griechische Boot in der Drachenklasse, da in diesem Boot der griechische Kronprinz Konstantin saß. Dem 20-jährigen Studenten gelang mit seiner Crew der Olympiasieg.
Ergebnisübersicht siehe Segeln

### Turnen
Bei den Olympischen Spielen 1956 hatte mit Takashi Ono erstmals ein Japaner Gold im Turnen gewonnen. In Rom siegten die japanischen Turner in der Mannschaftswertung vor den Turnern aus der Sowjetunion und aus Italien und leiteten damit eine Siegesserie ein, die bis 1976 anhalten sollte. Im Zwölfkampf war mit Boris Schachlin noch einmal ein Turner aus der Sowjetunion erfolgreich, wobei Ono wie schon vier Jahre zuvor mit dem knappestmöglichen Rückstand von 0,05 Punkten verlor. Der Zwölfkampf der Männer diente gleichzeitig als Qualifikation für die erstmals ausgetragenen Gerätefinales. In den sechs Einzelentscheidungen wurden acht Goldmedaillen verteilt, weil am Seitpferd und im Pferdsprung bei Punktgleichheit je zwei Goldmedaillen vergeben wurden. Eine Goldmedaille erhielt der Finne Eugen Ekman, drei Goldmedaillen gingen nach Japan, vier in die Sowjetunion, davon allein drei an Boris Schachlin. Mit vier Goldmedaillen sowie zweimal Silber und einmal Bronze war Schachlin der erfolgreichste Teilnehmer der Spiele in Rom, lediglich im Finale am Boden war er nicht vertreten.
Auch die erfolgreichste Teilnehmerin war eine sowjetische Turnerin. Larissa Latynina konnte ihren vier Goldmedaillen von Melbourne drei weitere hinzufügen und gewann dazu zwei Silberne und einmal Bronze. Sie erhielt also in allen sechs Wettbewerben von Rom eine Medaille; zusammen mit ihren Erfolgen vier Jahre später in Tokio ist Latynina die erfolgreichste Olympiateilnehmerin überhaupt. In Rom gewann sie neben der Mannschaftswertung den Achtkampf und am Boden. Zwei weitere Gerätefinals gingen ebenfalls an sowjetische Turnerinnen. Die Tschechin Eva Bosáková gewann am Schwebebalken mit Gold die einzige Einzelmedaille, die nicht in die Sowjetunion ging. Die Tschechoslowakei gewann auch Silber in der Mannschaftswertung, wobei Bosáková nur die zweitbeste Turnerin ihrer Mannschaft war, beste war die junge Věra Čáslavská. Am Stufenbarren zeigte die Japanerin Keiko Ikeda eine Übung, die nach Meinung des Publikums und der Berichterstatter von den Kampfrichtern zu gering bewertet wurde. Ein minutenlanges Pfeifkonzert führte dazu, dass die nächste Turnerin Polina Astachowa fünfmal antrat, bis sie ihre Kür durchturnte. Astachowa gewann vor Latynina, die Japanerin wurde auf Platz 5 eingeordnet.
Ergebnisübersicht siehe Turnen

## Herausragende Sportler und Leistungen
| Rang | Sportler         | Land               | Sportart       | Gold | Silber | Bronze | Gesamt |
| ---- | ---------------- | ------------------ | -------------- | ---- | ------ | ------ | ------ |
| 1    | Boris Schachlin  | Sowjetunion        | Turnen         | 4    | 2      | 1      | 7      |
| 2    | Larissa Latynina | Sowjetunion        | Turnen         | 3    | 2      | 1      | 6      |
| 3    | Takashi Ono      | Japan              | Turnen         | 3    | 1      | 2      | 6      |
| 4    | Chris von Saltza | Vereinigte Staaten | Schwimmen      | 3    | 1      | –      | 4      |
| 5    | Wilma Rudolph    | Vereinigte Staaten | Leichtathletik | 3    | –      | –      | 3      |

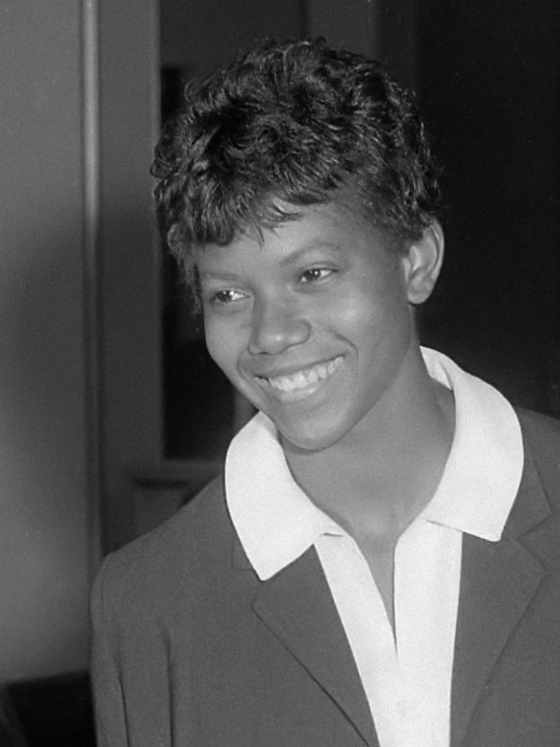
Wilma Rudolph 1960 am Flughafen Schiphol

Bis 1960 hatten bei den Olympischen Spielen der Neuzeit sechs Athleten sechs und mehr Goldmedaillen gewonnen: die Leichtathleten Paavo Nurmi (9) und Ray Ewry (8, mit den Olympischen Zwischenspielen 1906 wären es 10), der Turner Wiktor Tschukarin (7), die Fechter Nedo Nadi (6) und Aladár Gerevich (6) sowie der Bogenschütze Hubert Van Innis (6). In Rom gewannen Aladár Gerevich und Larissa Latynina ihre siebte Goldmedaille. Ihre jeweils sechste Goldmedaille gewannen der Turner Boris Schachlin, der Kanute Gert Fredriksson sowie die Fechter Pál Kovács, Rudolf Kárpáti und Edoardo Mangiarotti. Von diesen zwölf bis dahin größten Olympioniken der Neuzeit konnten Hubert Van Innis 1920 in Antwerpen und Edoardo Mangiarotti 1960 in Rom ihren letzten Olympiasieg vor heimischem Publikum erringen.
Jüngster Olympiasieger in Rom wurde mit 13 Jahren und 283 Tagen der deutsche Steuermann beim Rudern Klaus Zerta. Ältester Olympiasieger mit 50 Jahren und 179 Tagen war Aladár Gerevich. Ältester Medaillengewinner war der schweizerische Segler Manfred Metzger mit 55 Jahren und 104 Tagen.

## Berichterstattung
1960 wurden erstmals Fernsehrechte für die Olympischen Spiele vergeben. Nachdem der US-Sender ABC die Rechte an den Winterspielen in Squaw Valley für 50.000 US-Dollar erworben hatte, wollte auch das römische Organisationskomitee für einen ähnlichen Preis abschließen. Nach Intervention des IOC wurden die Rechte ausgeschrieben. Der US-Sender CBS erwarb für 394.000 US-Dollar die Exklusivrechte. Die Filmaufnahmen von Rom wurden mit dem Flugzeug in die USA gebracht, wo sie am nächsten Tag ausgestrahlt wurden. Insgesamt sendete die CBS 16 Stunden und 14 Minuten, also weniger, als in neueren Zeiten pro Tag gesendet wird.
Für 274.000 US-Dollar erwarben die europäischen Sender von der CBS Übertragungsrechte. Die BBC sendete 24 Stunden und 57 Minuten, davon über 18 Stunden direkt. Der DFF (DDR) sendete insgesamt 4 Stunden und 41 Minuten, die ARD (BRD) 3 Stunden und 51 Minuten. Insgesamt wurden in 38 Ländern Sendungen von den Olympischen Spielen ausgestrahlt. Akkreditiert waren insgesamt 2194 Journalisten, davon 943 von der Presse aus 64 Staaten und vom Rundfunk 153 aus 60 Staaten.

## Film
Über dieses Ereignis drehte Romolo Marcellini den Dokumentarfilm Die großen Spiele (La grande olimpiade, 1961), welcher 1962 für den Oscar nominiert wurde.